# Pinocchio

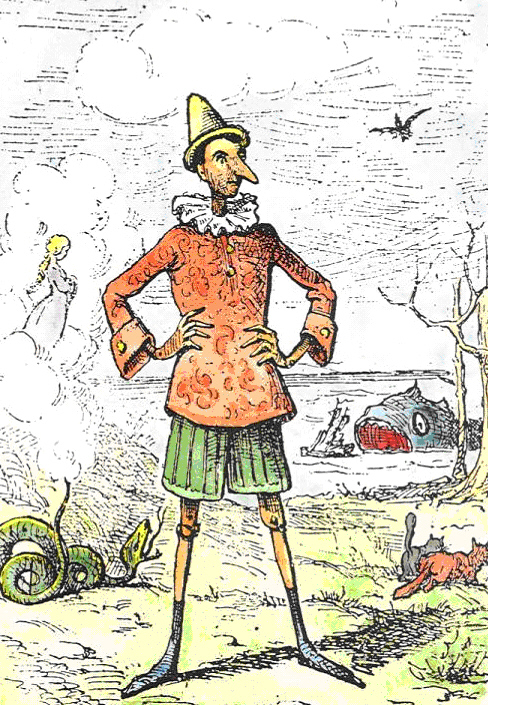
Pinocchio. Darstellung von Enrico Mazzanti aus den italienischen Buchausgaben von 1883–1890. Im Hintergrund Geschöpfe aus dem Roman, im Uhrzeigersinn: Pinocchios Flug auf der Taube (Kap. XXIII), der „Haifisch“ (XXXIV), Fuchs und Kater (ab XII), die Riesenschlange (XX), die Fee (ab XV)

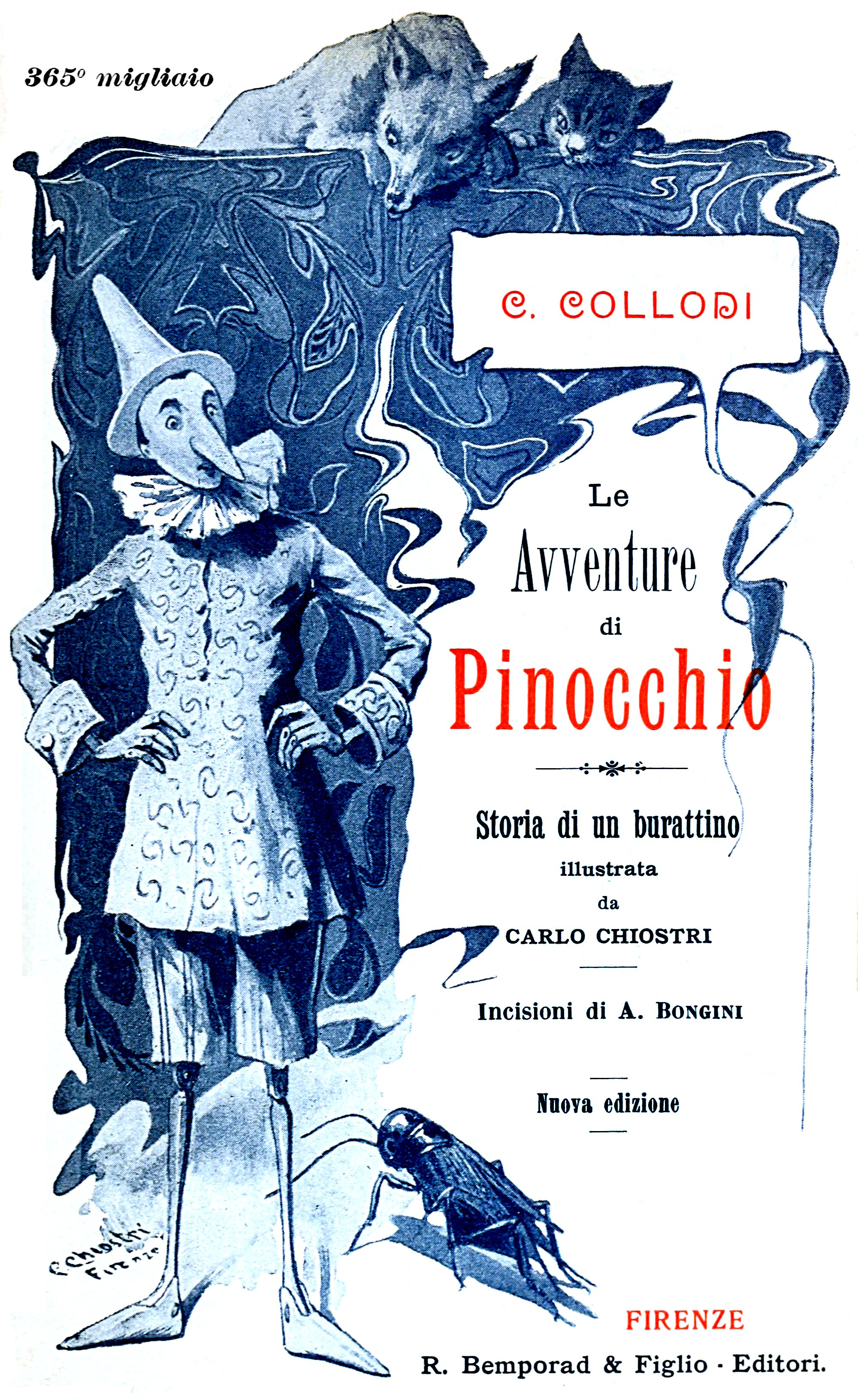
Titelseite der Ausgabe von 1902, mit Abbildungen von Carlo Chiostri

Pinocchio [piˈnɔkːjo] ist eine Kinderbuchfigur des italienischen Autors Carlo Collodi. Sie war der Held der ab dem 7. Juli 1881 unter dem Titel Le Avventure di Pinocchio: Storia di un burattino (Pinocchios Abenteuer: Geschichte einer Holzpuppe) in der Wochenzeitschrift Giornale per i Bambini erschienenen Fortsetzungsgeschichte. 1883 erschienen die gesammelten 36 Episoden als Buch.
Collodi verfolgte mit seinem Entwicklungsroman pädagogische Absichten; seine Leser (er hatte etwa zehnjährige Schuljungen vor Augen) sollten zu fleißigem Lernen und Arbeiten, zu Gehorsam und Bedachtsamkeit angehalten werden. Pinocchio, die lebendige Puppe, ist zappelig, neugierig und verspielt, aber am Ende des Buches erreicht er das Lernziel und wird zur Belohnung in einen Menschenjungen verwandelt.
Die Handlung des eher schmalen Buches ist abwechslungsreich und schreitet schnell voran, und hilfreiche sprechende Tiere sind ihre häufigsten Teilnehmer. Pinocchios „Eltern“, der alte Geppetto, der ihn geschnitzt hatte, und die Fee mit den blauen Haaren, ermahnen ihn, aber lieben ihn auch von Herzen. Die weiteren auftretenden Menschen sind keine moralischen Vorbilder.
Carlo Collodi „verdankt der Verwurzelung im Toskanischen nicht nur eine ironische Einstellung zum Leben, sondern auch eine farbige Ausdrucksweise, welche die Lebendigkeit und Natürlichkeit der gesprochenen Sprache widerspiegelt.“ Er schafft es, „die kindliche Perspektive in der Erzählung sprachlich und inhaltlich lebendig und humorvoll zu vermitteln“. Er setzt immer wieder hintersinnige Pointen, die sich dem Leser erst durch Close Reading erschließen.
Der Stoff wurde wiederholt übersetzt und adaptiert und noch öfter verfilmt. Diese Bearbeitungen schrieben Pinocchios Nase eine Bedeutung zu, die sie in Collodis Buch nicht hatte. Dass Pinocchio lügt und daraufhin seine Nase wächst, kommt im Buch nur an zwei Stellen vor, die zusammen keine drei Seiten umfassen. Bei Collodi ist Pinocchio kein notorischer Lügner, sondern ein leichtsinniger Faulpelz.

## Handlung
Eines Tages findet Tischler Antonio, der wegen seiner roten Nase „Meister Kirsche“ genannt wird, ein Holzscheit, das zu sprechen anfängt, als er es bearbeiten will. Da ihm die Sache nicht geheuer ist, schenkt er es seinem Freund, dem Holzschnitzer Geppetto. Geppetto ist von dem Holzklotz begeistert und beginnt sogleich mit dem Schnitzen einer Holzpuppe, die er nach getaner Arbeit Pinocchio (Holz-/ Dummköpfchen, Wortspiel zwischen pino = Pinie und dem Deminutiv von pinco = Dummkopf und occhio = Auge) tauft. „Im Originalnamen steckt das lustige Bild der vom Kaminfeuer erhitzten Pinienzapfen, deren Kerne wie von selbst herausspringen.“
Zu Geppettos Erstaunen erwacht die Puppe zum Leben und reißt ihrem Schöpfer aus. Beim Versuch, Pinocchio wieder einzufangen, landet Geppetto sogar im Gefängnis, kommt dann aber wieder frei und findet Pinocchio ausgehungert und reumütig in seinem Haus. Dieser verspricht, in Zukunft artig zu sein und zur Schule zu gehen. Trotz eisiger Kälte verkauft Geppetto seine einzige Jacke, um Pinocchio eine Fibel zu kaufen.

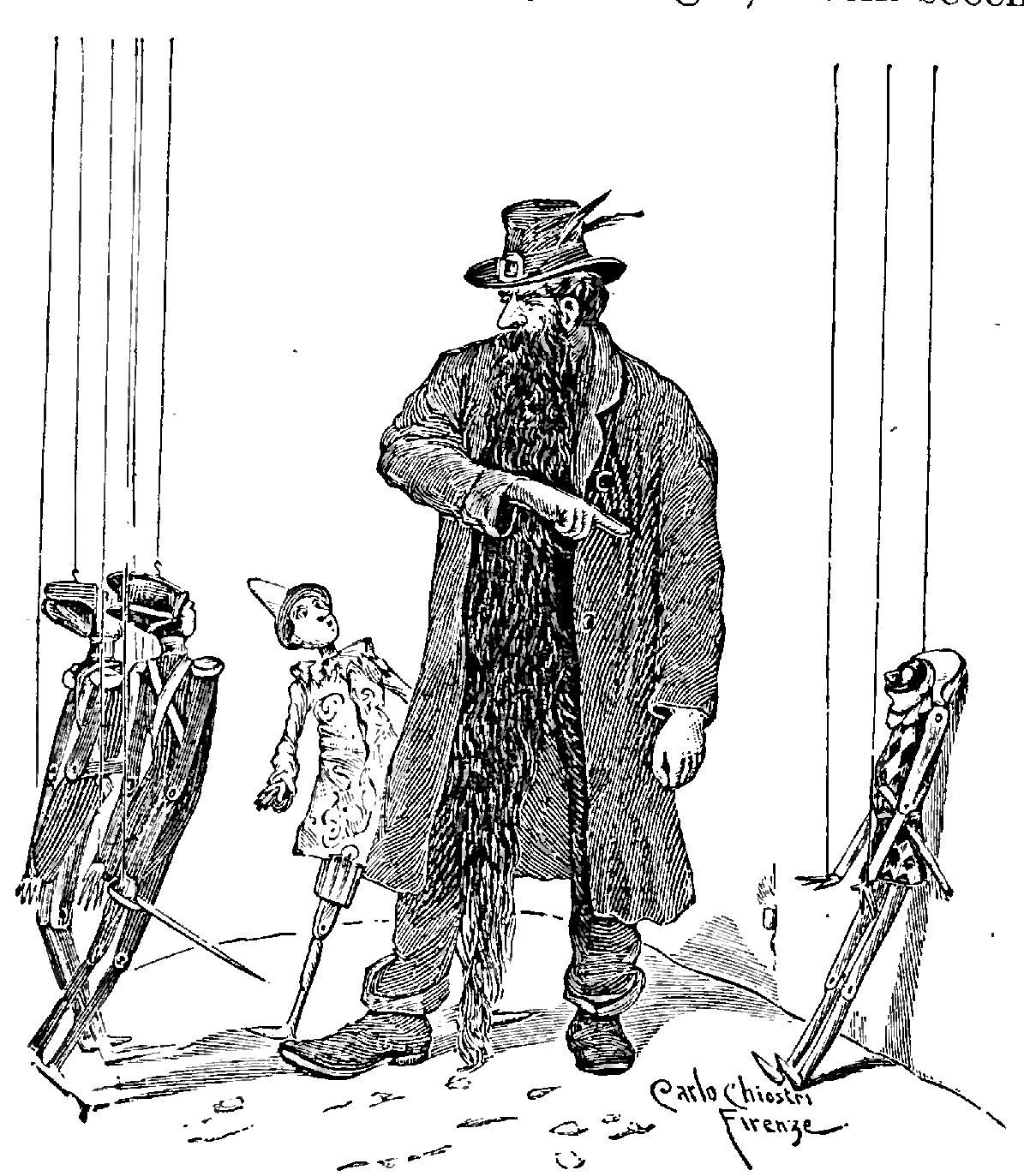
Mangiafuoco bestimmt Arlecchino zum Feuertod (Carlo Chiostri, 1902)

Auf dem Weg zur Schule lässt sich Pinocchio von einem Puppentheater ablenken und schwänzt die Schule. Die anderen Puppen erkennen ihn sogleich als einen der ihren und es beginnt eine ausgelassene Feier. Der Theaterdirektor Feuerfresser ist darüber erbost und will Pinocchio als Feuerholz verwenden. Später bekommt er aber Mitleid mit ihm und schenkt ihm fünf Goldmünzen für seinen kranken Vater Geppetto. Freudig macht sich Pinocchio auf den Heimweg, wo er den Fuchs und den Kater trifft, denen er leichtsinnigerweise von seinem neuen Reichtum erzählt. Sie schlagen ihm vor, das Geld auf dem Wunderfeld zu vergraben, wo es sich von selbst vermehren soll. Nach einer Übernachtung in der Herberge Zum Roten Krebs trennen sich zunächst ihre Wege wieder. Pinocchio wird kurz darauf von zwei verkleideten Räubern verfolgt (in denen er Fuchs und Kater nicht erkennt). Da es ihnen nicht gelingt, ihm die Münzen zu entreißen, die er in seinem Mund versteckt hat, wird er von ihnen am Ast einer Eiche aufgehängt.
In letzter Minute rettet ihn eine Fee mit dunkelblauen Haaren, lässt ihn in ihrem Schloss pflegen, und überredet ihn, die von drei Ärzten (Rabe, Kauz und Grille) verschriebene bittere Medizin zu schlucken. Pinocchio belügt die Fee, indem er dreimal behauptet, die Goldmünzen verloren zu haben, worauf jedes Mal seine Nase wächst. Nach einer halben Stunde wird er von seiner langen Nase befreit, durch eine Schar Spechte, die sie ihm wieder auf die natürliche Länge zurückschnitzen. Pinocchio will und darf bei der Fee bleiben, bricht aber gleich zu einem kurzen Spaziergang auf (der in Folge viele Monate dauern wird …)

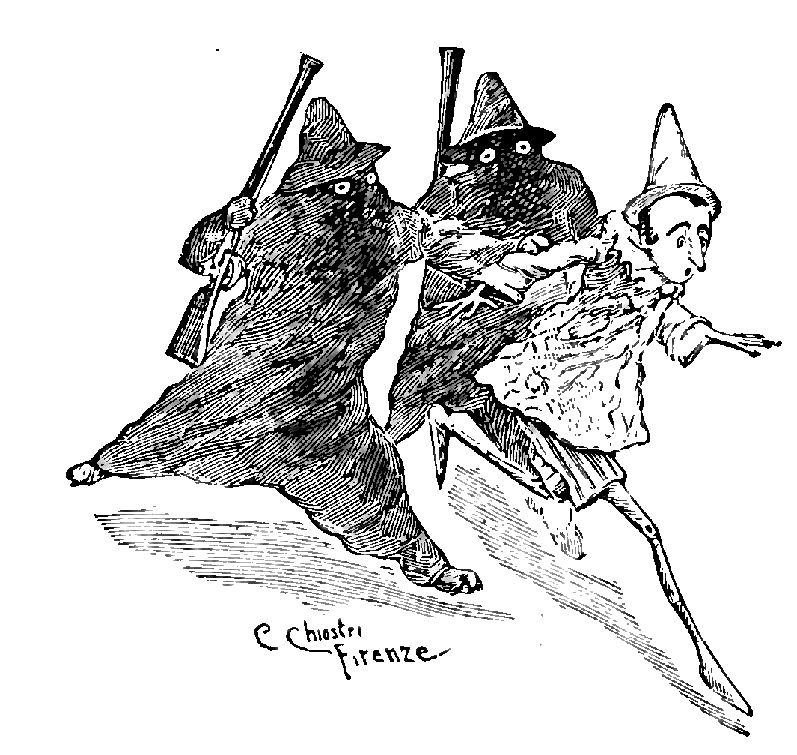
Pinocchio auf der Flucht vor den Mördern (Carlo Chiostri, 1902)

Pinocchio trifft nämlich abermals auf den Fuchs und den Kater, die ihn noch einmal überreden, sein Geld auf dem Wunderfeld zu vergraben. Auf diese Weise schaffen sie es dieses Mal, ihm sein Geld zu stehlen. Als Pinocchio den Diebstahl anzeigt, steckt ihn der Richter überraschenderweise selbst ins Gefängnis, aus dem er erst nach vier Monaten entlassen wird. Auf dem Heimweg zur Fee versucht er im Weinberg Trauben zu stehlen und tritt in ein Fangeisen. Der Bauer befreit ihn und legt ihn anstelle des verstorbenen Wachhunds an die Kette. In der Nacht verbellt Pinocchio die hühnerstehlenden Marder und wird zum Dank freigelassen.
Auf einer Taube fliegt Pinocchio zur Meeresküste, um seinen Vater zu finden, der sich in der Zwischenzeit ein Boot gebaut hat, um seinen Sohn zu suchen. Am Ufer angekommen, sieht Pinocchio nur noch, wie Geppetto von einer großen Welle erfasst wird. Mutig stürzt er sich in die Fluten, um seinen Vater zu retten, doch von diesem ist keine Spur zu sehen. Erschöpft gibt Pinocchio auf und wird auf die Insel der fleißigen Bienen gespült. Dort will ihm niemand etwas zu essen geben, weil er nicht arbeiten will. Schließlich hilft er doch einer Frau, einen schweren Korb nach Hause zu tragen.

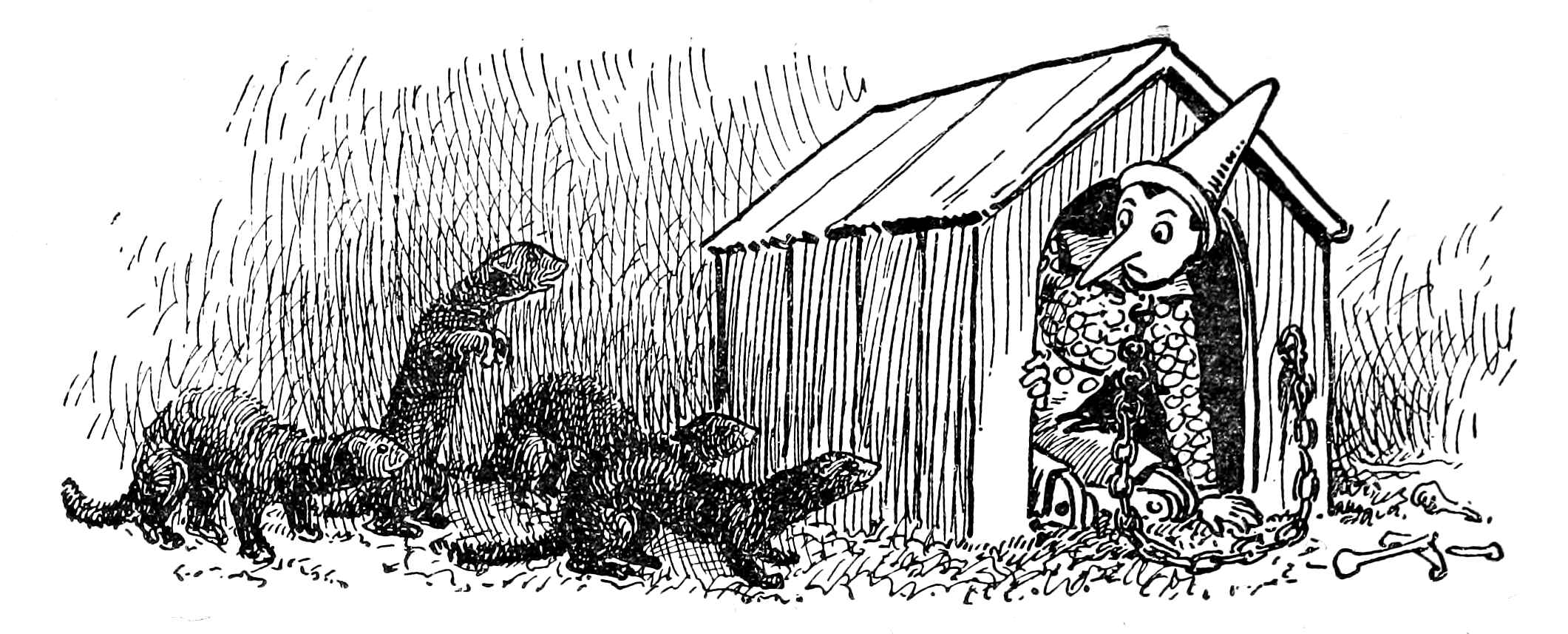
Pinocchio in der Hundehütte und die Marder (Charles Copeland, 1904)

Die Frau entpuppt sich als die Fee mit den dunkelblauen Haaren, die ihn schon vorher aus Schwierigkeiten gerettet hatte. Wieder zeigt Pinocchio Reue und verspricht, sich in Zukunft zu bessern und zur Schule zu gehen. Dafür verspricht ihm die Fee, dass er eines Tages ein richtiger Junge aus Fleisch und Blut werden würde. Pinocchio erweist sich in der Schule als aufmerksamer und fleißiger Schüler. Aber eines Tages verführen ihn seine Mitschüler dazu, zu schwänzen und einen Ausflug ans Meer zu machen. Dort gerät er mit seinen Kameraden in Streit, flieht vor den eingreifenden Polizisten und deren Hund ins Meer und wird von einem Fischer gefangen, der ihn in der Pfanne braten und verspeisen will.
Pinocchio entwischt und kehrt zur Fee zurück, die ihm erneut verzeiht: Von morgen früh an soll er keine Holzpuppe mehr sein, sondern ein Mensch. Mit Einverständnis der Fee will Pinocchio seine Schulkameraden zu einer Feier mit Milchkaffee und (beidseitig bestrichenen) Butterbroten einladen. In einer Stunde will er zurück sein. Als er seinen Freund Romeo, genannt „Docht“, trifft, überredet ihn dieser, mit ihm in das „Spielzeugland“, durchzubrennen, wo es keine Schule gibt und niemand zu lernen braucht. Nach langem Zögern erliegt Pinocchio der Versuchung und die beiden reisen um Mitternacht mit einem von zwölf Eseln gezogenen Karren in das Wunderland.

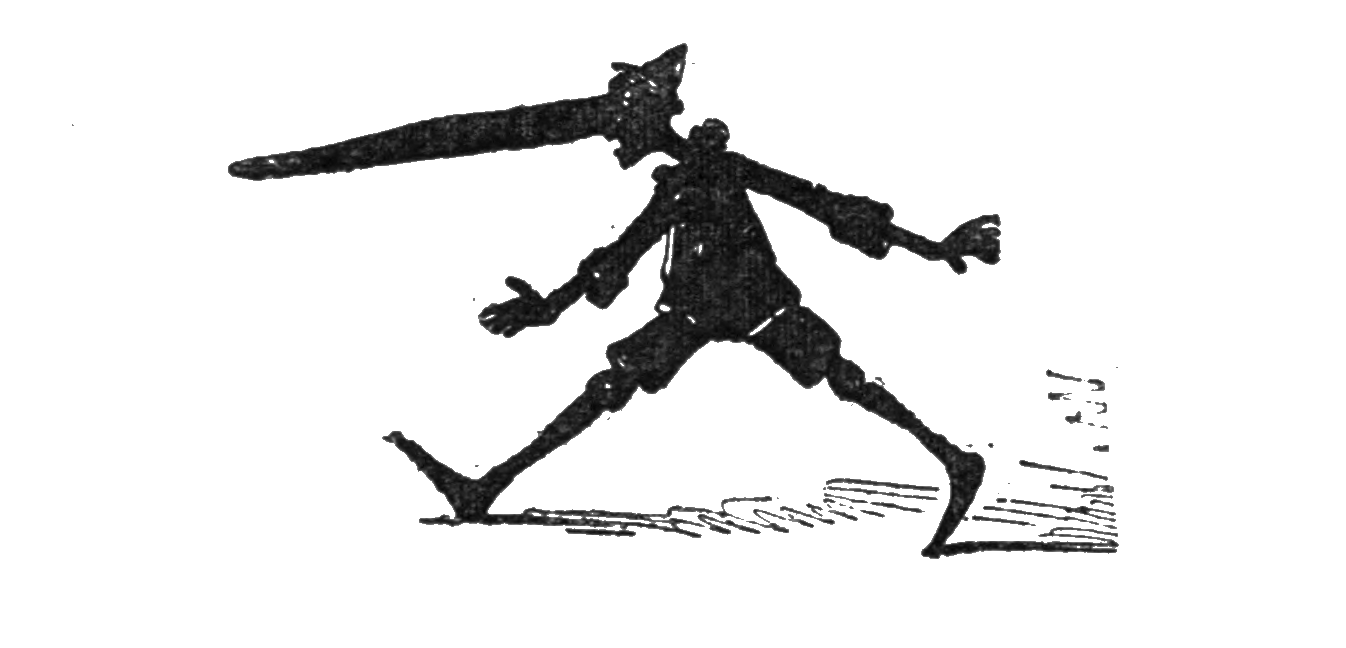
Pinocchio mit der langen Nase (Enrico Mazzanti, 1892)

Zunächst sind Pinocchio und seine Freunde begeistert vom Paradies ohne Pflichten, doch nach fünf Monaten wachsen ihnen Eselsohren und sie verwandeln sich alle in Esel. Die Esel werden verkauft; Pinocchio gelangt in einen Zirkus, in dem er tanzen und durch einen Reifen springen muss. Als er sich während einer Vorstellung verletzt und nun lahmt, wird er an einen Mann weiterverkauft, der aus der Eselshaut eine Trommel fertigen möchte. Er versucht, den Esel zu töten, indem er ihn ins Meer wirft, doch nachdem Fische den Esel aufgefressen haben, bleibt nur der hölzerne Pinocchio übrig, der rasch davonschwimmt.
Im Meer wird Pinocchio von einem „Riesenhaifisch“ verschluckt (den Collodis Illustratoren immer wie einen Wal darstellen). Im Bauch des Fisches trifft er unerwartet seinen Vater Geppetto wieder, der sich mit den Vorräten eines vom Hai verschluckten Handelsschiffes wohnlich eingerichtet hat. Da der Hai in der Nacht mit offenem Mund schläft (da er an Asthma und Herzbeschwerden leidet), können die beiden (und ein mitgefangener Thunfisch) den Fisch über das Maul verlassen.

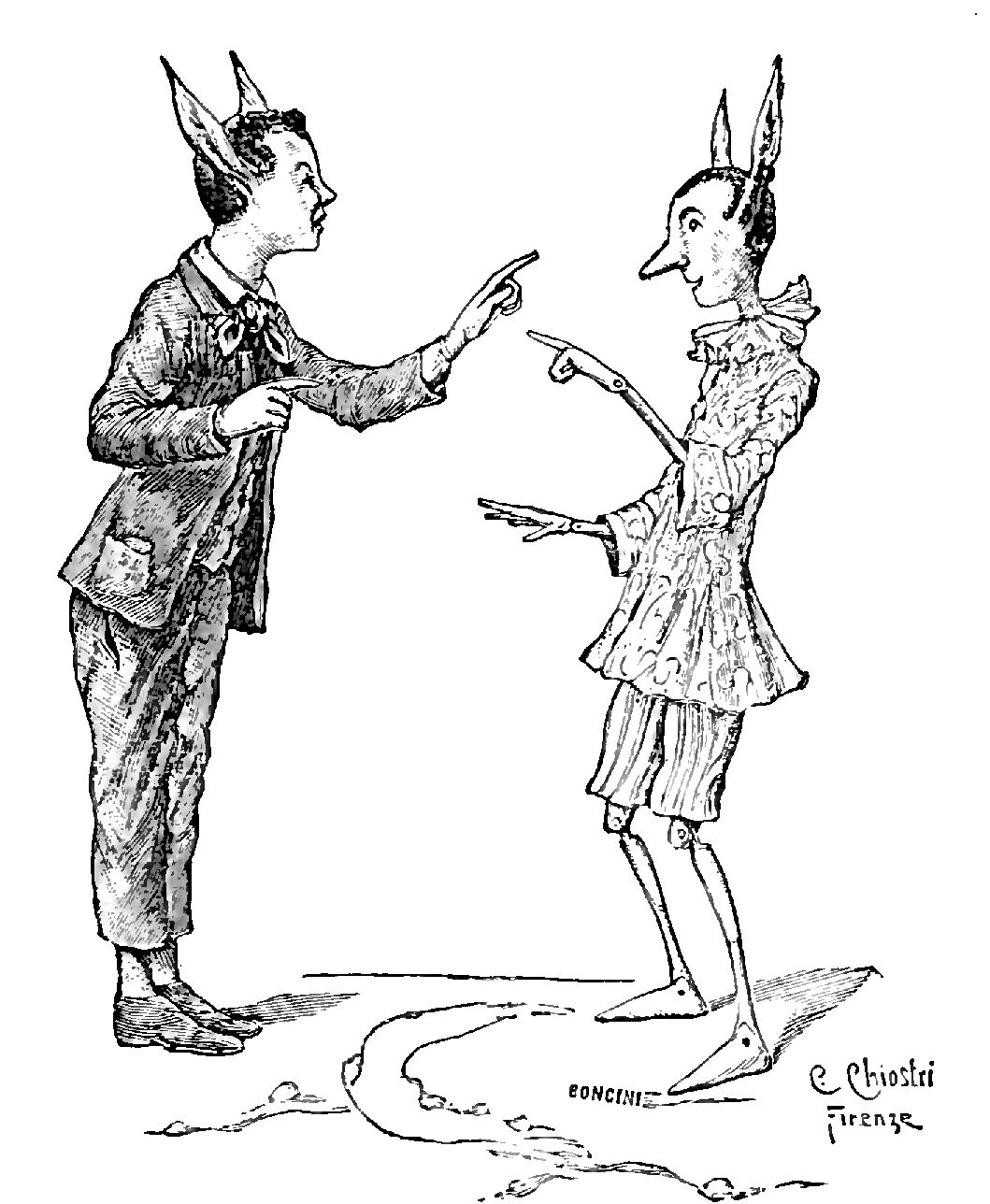
Pinocchio und Lucignolo werden Esel (Carlo Chiostri, 1902)

Gepetto und Pinocchio, vom Thunfisch an Land getragen, beziehen am Ufer eine verlassene Strohhütte. Um seinen kranken Vater zu versorgen, beginnt Pinocchio schwer zu arbeiten, indem er für einen Bauern ein Göpelwerk dreht und Binsenkörbe flechtet. Als er erfährt, dass die Fee mit den blauen Haaren erkrankt und verarmt ist, lässt er ihr seine mühevoll ersparten vierzig Groschen zukommen. In der Nacht erscheint ihm die Fee im Traum und lobt sein gutes Herz, das schwerer wiege als ein Mangel an „Gehorsam und gutem Betragen“. Als Pinocchio am nächsten Morgen aufwacht, ist er ein richtiger Junge aus Fleisch und Blut und die Strohhütte hat sich in ein schönes Zimmer verwandelt, „das schlicht und vornehm zugleich“ eingerichtet ist.

## Figuren
Eine Vielzahl von Figuren bevölkert Collodis Märchen, manche von ihnen kehren in späteren Episoden wieder, aber die meisten treten nur jeweils einmal auf. Hier werden nur die wichtigsten angeführt, in der Reihenfolge ihres Auftretens, mit Angabe des Kapitels ihres ersten Auftretens.
- (Kap. I) Meister Kirsche (mastro Ciliegia, weil seine Nasenspitze „immer so dunkelrot glänzt wie eine reife Kirsche“) ist Tischler. Er findet das Holzstück, aus dem später Pinocchio werden wird. Als er versucht, daraus ein Tischbein zu machen, schreit das Holz auf: „Schlag mich nicht!“ Obwohl er mit Geppetto, der ihn respektvoll als Mastr’Antonio anspricht, befreundet ist, geraten die beiden in einen heftigen Streit (den angefacht zu haben, Pinocchios erster Streich ist.)Kap. II

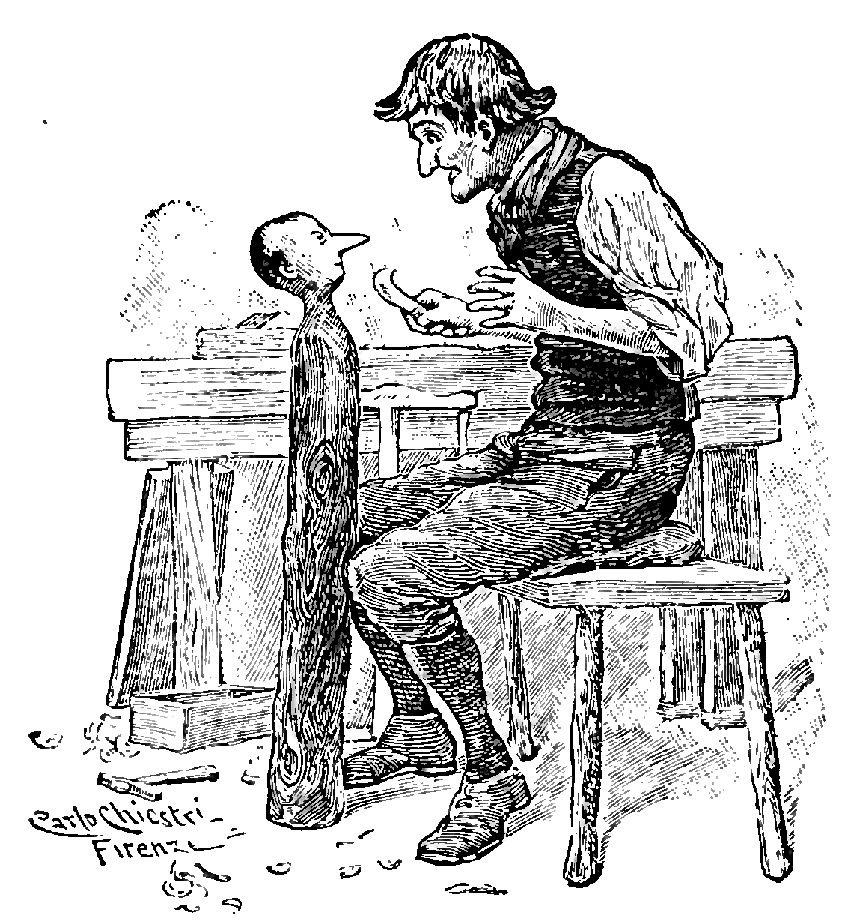
Pinocchio und Meister Geppetto (Carlo Chiostri, 1902)

- (Kap. II) Geppetto ([dʒeˈpːetːo], ein Spitzname für Giuseppe), wegen seiner gelben Perücke als Maisbrei (Polendina) verspottet, ist ein „rüstiger alter“ Holzschnitzer, der in ärmlichen Verhältnissen lebt. Er schnitzt Pinocchio, um mit ihm später durch die Welt zu ziehen und sich „ein Stück Brot“ und „ein Glas Wein“ zu verdienen. Er verkauft seine einzige (schäbige) Jacke, um mit dem Geld für Pinocchio, der in die Schule gehen will, eine Fibel zu kaufen. Zwei Jahre im Bauch des Riesenhais haben ihn zum Invaliden gemacht, aber nach Pinocchios Verwandlung in einen Jungen wird er wundersamerweise „gesund und munter und gutgelaunt wie einst“.Kap. XXXVI

- (Kap. III) Pinocchio ([piˈnɔkːjo]) wird im Titel und in der gesamten Geschichte immer als burattino bezeichnet. Dies bedeutet eigentlich eine Handpuppe. Pinocchio könnte eher Marionette genannt werden, wenn er sich nicht selbst bewegen würde, anstatt an Schnüren zu hängen. Korrekt ist er als Mannequin zu bezeichnen, in der alten Bedeutung einer Gliederpuppe für den Kunstunterricht. Pinocchio ist bekleidet mit einem „Kleidchen aus geblümtem Papier, einem Paar Schuhe aus Baumrinde und einem Hütchen aus Brotkrumen“.Kap. VIII Er ist im Grunde ein gutes Kind, neugierig und naiv, aber er lässt sich oft von schlechter Gesellschaft verführen. Während er sich rechtfertigt, verfällt er ins Lügen, wonach plotzlich seine Nase riesig wird. Wenn er seine Lüge zurücknimmt, schrumpft die Nase wieder.Kap. XVII, XXIX Nach seiner Verwandlung ist er ein hübscher Junge „mit kastanienbraunem Haar, blauen Augen und heiterer und festlicher Miens“.Kap. XXXVI

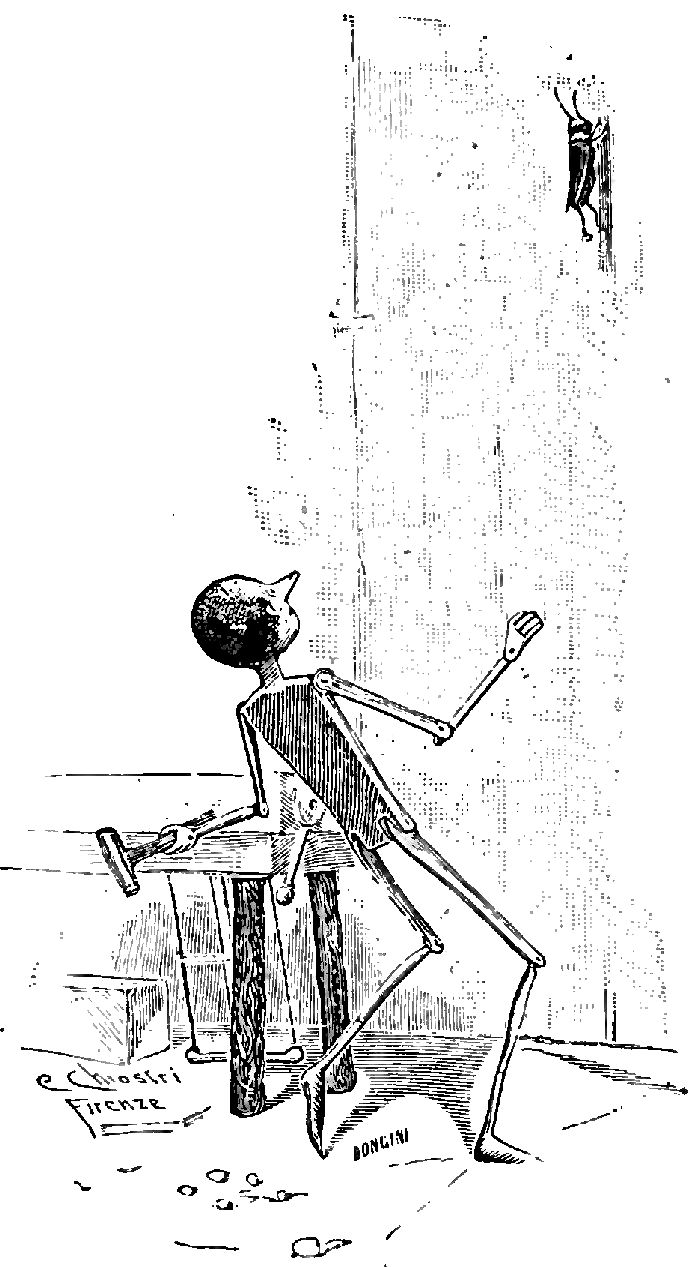
Pinocchios erstes Zusammentreffen mit der Grille (Carlo Chiostri, 1902)

- (Kap. IV) Die Sprechende Grille (Grillo parlante, in Adaptionen auch Jiminy Cricket oder Pepe) ist „geduldig und klug“ und wohnt schon seit mehr als hundert Jahren in Geppettos Zimmer. Sie ermahnt Pinocchio zum Gehorsam gegenüber den Eltern und wird von diesem totgeschlagen. In Kap. XIII erscheint sie als „Schatten“ erneut und wiederholt mit leiser Stimme „aus dem Jenseits“ ihre Ermahnungen. In Kap. XVI ist die Grille wieder höchst lebendig und eine der drei Ärzte am Krankenbett Pinocchios im Haus der Fee. Im letzten Kapitel lässt die Grille Pinocchio und Geppetto in ihre (von der Blauen Fee geschenkte) Strohhütte einziehen.

- (Kap. X) Feuerfresser (Mangiafuoco, [mandʒaˈfwɔko]) ist Puppenspieler des Gran Teatro dei Burattini (Großes Puppentheater). Trotz seiner grimmigen Erscheinung als rotäugiger langbärtiger Mann und seines cholerischen Charakters ist er nicht grundsätzlich böse. Immer wenn er gerührt ist, muss er niesen. Nachdem Pinocchio ihm von der Armut seines Vaters erzählt hat, schenkt er ihm fünf Goldmünzen.

- (Kap. XI) Harlekin (Arlecchino) soll als Brennholz ins Feuer geworfen werden, um des Feuerfressers Hammelbraten fertig zu garen. Pinocchio will sich an seiner Stelle opfern. Der Feuerfresser muss niesen und verschont beide.

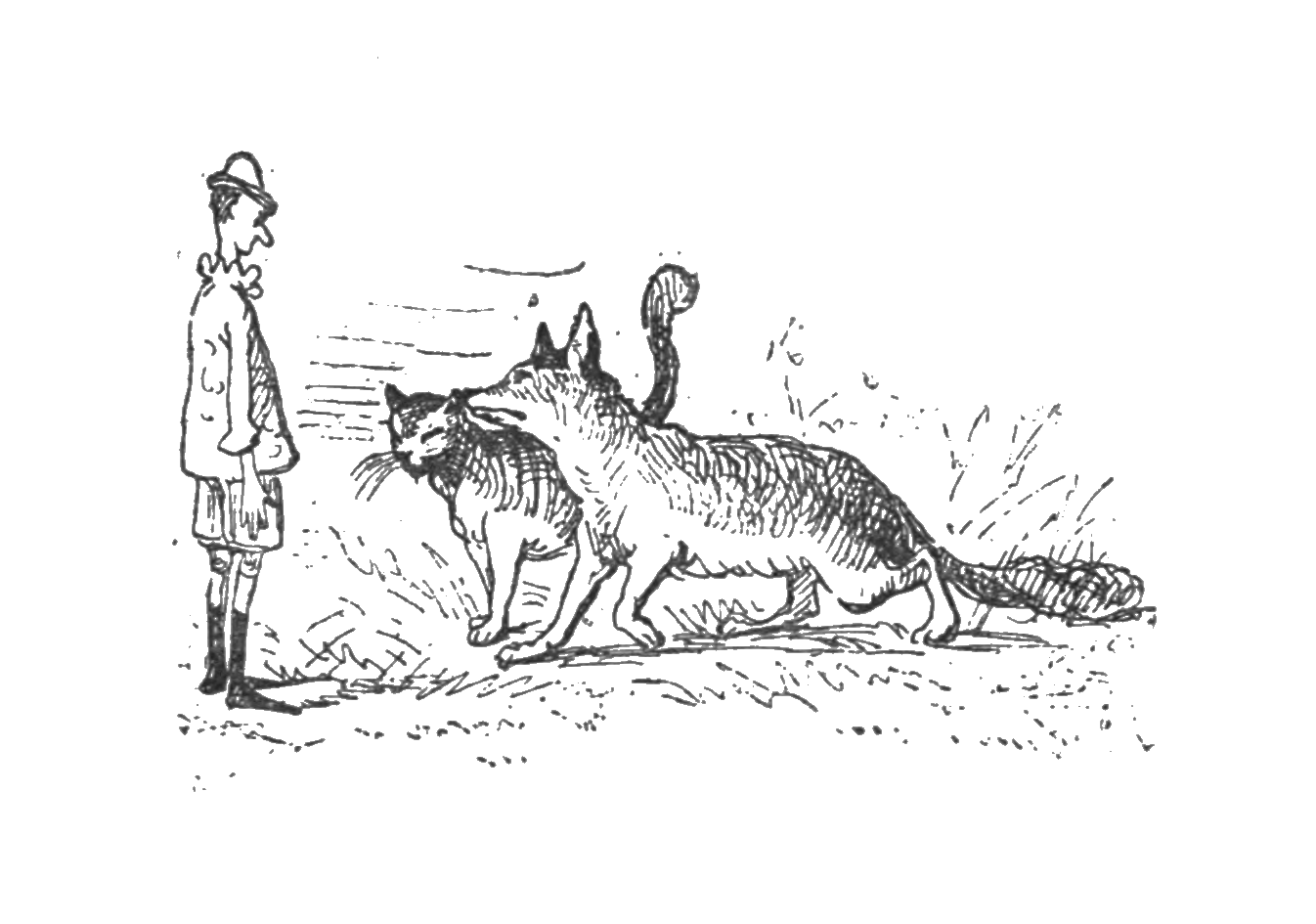
Pinocchio mit Kater und Fuchs (Enrico Mazzanti, 1892)

- (Kap. XII) Kater und Fuchs (Il Gatto e la Volpe) sind die einzigen bösen Tiere in der Erzählung. Zunächst sind sie nur relativ harmlose Vagabunden, die vorgeben, blind (der Kater) bzw. lahm (der Fuchs) zu sein, und die versuchen, Pinocchio um seine Goldmünzen zu prellen. Nachdem sie auf Kosten Pinocchios üppig zu Abend gegessen haben, wollen sie ihm (verkleidet) die Münzen mit Gewalt abnehmen – ohne Erfolg, da Pinocchio von der Fee gerettet wird.Kap. XV Pinocchio, der die beiden in ihrer Verkleidung nicht erkannt hatte, vertraut ihnen erneut, und diesmal gelingt ihnen der Betrug.Kap. XVIII Das Geld bringt ihnen kein Glück; im letzten Kapitel erscheinen Kater und Fuchs wieder und zwar elender als je zuvor.

- (Kap. XIII) Der Wirt (Oste), Eigentümer des Wirtshauses Zum Roten Krebs (Gambero Rosso), ist Komplize von Kater und Fuchs. Er kassiert für das Abendessen von Pinocchio eine Goldmünze und schickt ihn um Mitternacht auf den Weg zum Feld der Wunder.

- (Kap. XIV) Die Mörder (Due Assassini oder Briganti) sind Kater und Fuchs, „zwei düstere, in Kohlesäcken steckende Gestalten“, die von Pinocchio „Geld oder Leben!“ fordern. Mit einem Messer bedroht, beißt Pinocchio dem kleineren Mörder die Hand ab, die als Katzenpfote auf den Boden fällt. Nach stundenlanger Verfolgungsjagd hängen ihn die Mörder mit einer Schlinge um den Hals an der Großen Eiche auf.

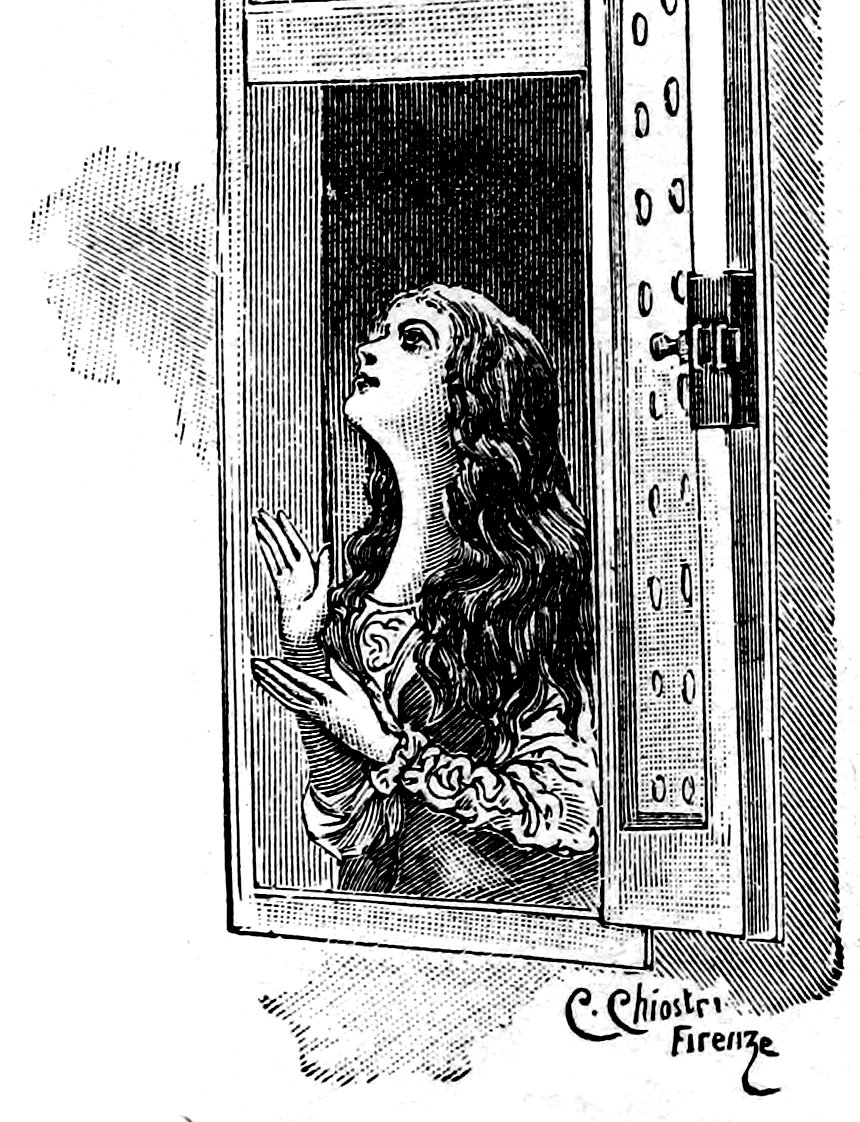
Die Fee bei ihrem ersten Erscheinen: In der Schwesternrolle (Carlo Chiostri, 1902)

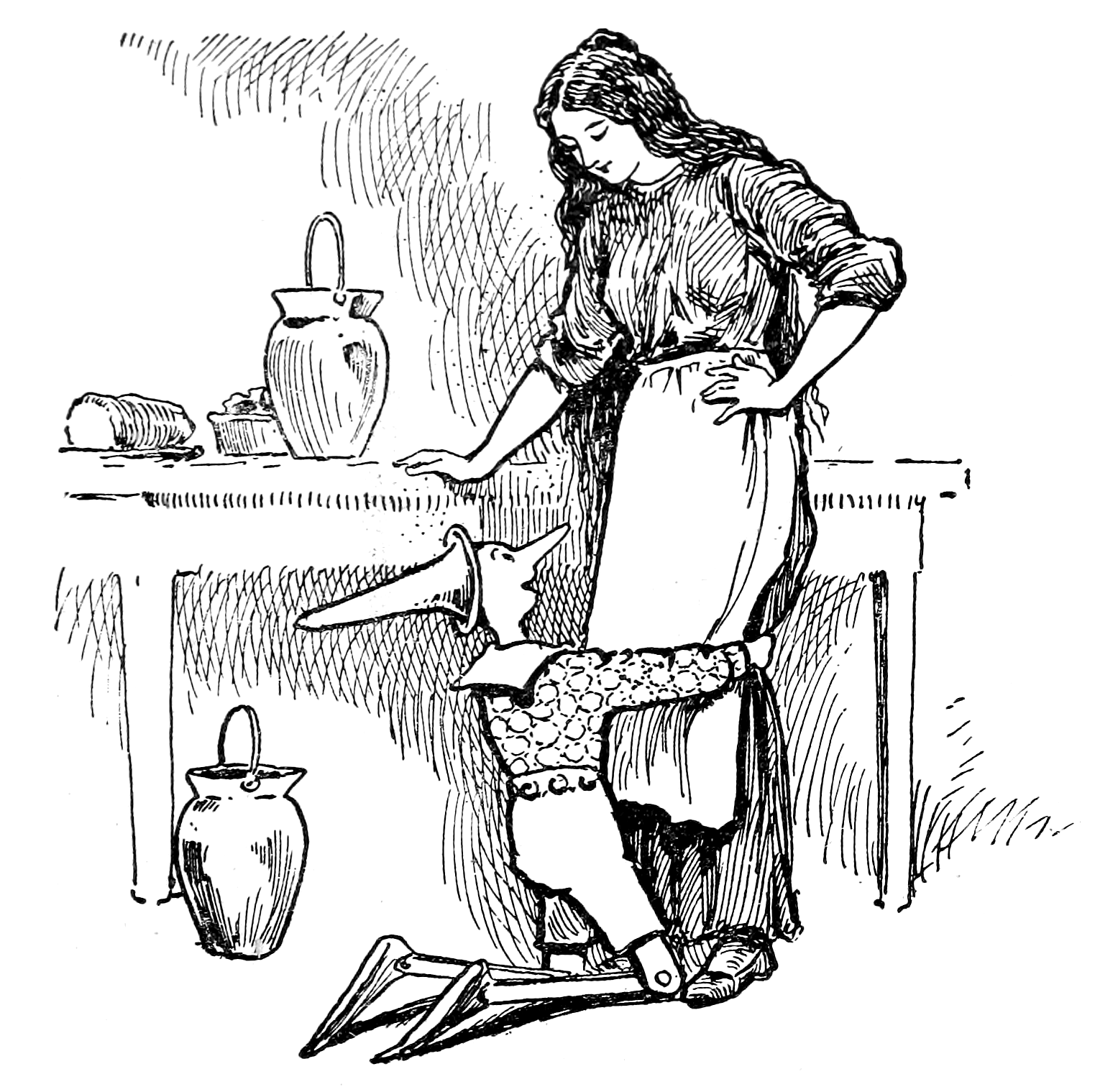
Die Fee bei ihrem zweiten Erscheinen: In der Mutterrolle (Charles Copeland, 1904)

- (Kap. XV) Die Fee mit den dunkelblauen Haaren (Fata dai Capelli turchini) erscheint Pinocchio zum ersten Mal als schönes kleines Mädchen (bambina) am Fenster ihres Hauses, mit einem Gesicht „so weiß wie eine Figur aus Wachs“. Sie behauptet, tot zu sein. Im nächsten Kapitel erklärt Collodi seinen Lesern, dass es sich bei dem Mädchen um eine „gütige Fee, die seit mehr als tausend Jahren“ hier lebe, handle. Die Fee lässt Pinocchio durch einen Falken von dem Galgen befreien und durch ihren Diener Medoro in ihr Haus bringen. Sie heilt ihn vom Fieber und erklärt, Lügen sofort zu erkennen: „Es gibt solche, die kurze Beine haben, und solche, die eine lange Nase haben. Deine ist eine von denen mit einer langen Nase.“Kap. XVII
Nach langer Abwesenheit zum Haus der Fee zurückgekehrt, findet Pinocchio nur mehr den Grabstein vor, unter dem la bambina dai capelli turchini gegraben liegt, gestorben aus Trauer um den verlorenen „kleinen Bruder“ Pinocchio.Kap. XXIII Ein wenig später trifft Pinocchio die Fee lebendig und als erwachsene Frau wieder, die statt der Rolle einer Schwester nun jene der Mutter einnimmt. Sie ermahnt ihn, folgsam zu sein, gerne zu lernen und zu arbeiten, nicht zu lügen und in die Schule zu gehen. Diesmal lebt er längere Zeit bei ihr und wird wirklich ein braver Schüler. Kap. XXV
Als Esel erblickt Pinocchio die Fee unter den Zuschauern des Zirkus;Kap. XXXIII auf einem Felsen in Meer stehend, versucht eine Ziege mit blauem Fell den schwimmenden Pinocchio vor dem Riesenhaifisch zu warnen;Kap. XXXIV in der Strohhütte der Ziege lebend, erfährt Pinocchio von Armut und Krankheit der Fee und lässt ihr sein ganzes Geld bringen. An seinem letzten Tag als Holzpuppe erscheint ihm die Fee im Traum, lobt ihn und dankt ihm für sein gutes Herz. Sie verabschiedet sich mit: „Sei auch künftig vernünftig, und du wirst glücklich sein.“Kap. XXXVI
Das Motiv der Blauen Fee hat Collodi aus toskanischen Volksmärchen entlehnt.[2] Turchino (Preußischblau, ein sehr dunkles Blau) wird (auch von Italienern) oft mit Turchese (Türkis, also hellblau) verwechselt, was in Adaptionen zu Unsicherheit geführt hat. In diesen tritt daher gelegentlich eine blonde Blue Fairy auf, die blaue Kleider trägt, so z. B. im Disneyland Paris. Dass die Fee zweimal ihren Tod überlebt und so schnell altert, hat nicht minder für Irritationen gesorgt.

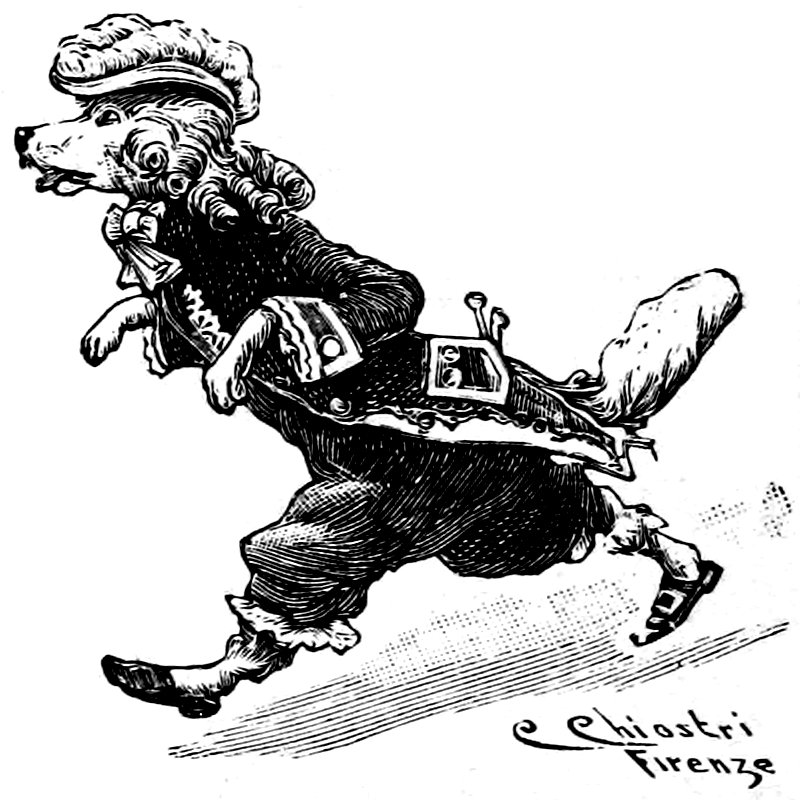
Medoro (Carlo Chiostri, 1902)

- (Kap. XVI) Medoro ist ein Diener der Fee, „ein prächtiger Pudel“, der aufrecht wie ein Mensch geht und in eine Kutscher-Livree gekleidet ist, mit Dreispitz, weißer Perücke und brauner Jacke mit zwei großen Taschen, „in denen er die Knochen, die ihm die Herrin bei Tisch schenkte, aufzubewahren pflegte“. Bei Regenwetter kann er seinen Schwanz „in eine Art Schirmfutteral, ganz aus dunkelblauer Atlasseide“ stecken. Er bringt den von der Eiche genommenen Pinocchio mit einer Kutsche ins Haus der Fee.

- (Kap. XVI) Die drei Ärzte beraten am Krankenbett Pinocchios darüber, ob Pinocchio tot oder lebendig ist. Der Rabe hält den Patienten für tot, der Kauz für lebendig, die Grille erinnert den Jungen an seine Missetaten und bringt ihn damit zum Weinen. Daraufhin meint der Rabe: „Wenn der Tote seufzt, ist das ein Zeichen, dass er auf dem Weg der Genesung ist.“ Der Kauz hält dagegen: „Wenn der Tote weint, ist das ein Zeichen, dass er ungern stirbt“.

- (Kap. XIX) Der Richter ist ein alter, großer Gorilla, der Pinocchios Klage um den Diebstahl der Goldmünzen mit viel Wohlwollen anhört, Anteil nimmt und Rührung zeigt, bevor er sein Urteil fällt: „Dieser arme Teufel wurde um vier Goldstücke beraubt: Ergreift ihn deshalb und werft ihn sofort ins Gefängnis.“ Zwei „als Polizisten gekleidete Fleischerhunde“ (Mastini) führen den Befehl aus.

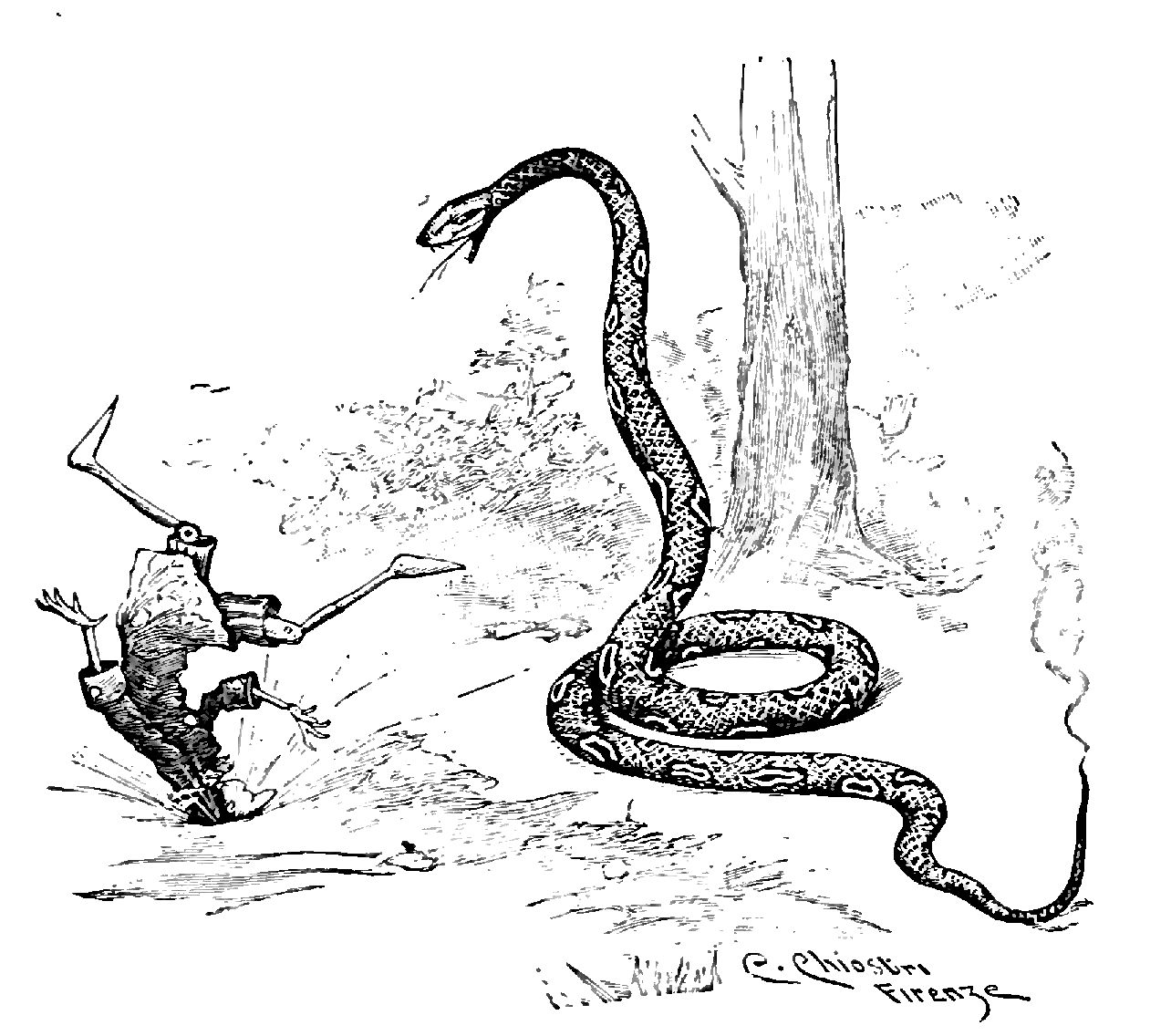
Die Riesenschlange (Carlo Chiostri, 1902

- (Kap. XX) Die Riesenschlage mit grüner Haut, feurigen Augen und einem rauchenden Schwanz versperrt Pinocchio den Weg. Nachdem dieser stolpert und kopfüber in den Schlamm fällt, wobei er mit den Beinen in der Luft zappelt, muss die Schlange so stark lachen, dass ihr eine Ader platzt und sie stirbt.

- (Kap. XXI) Der Bauer ist der Besitzer des Weinbergs, in dem Pinocchio beim Versuch, Muskatellertrauben zu stehlen, von einem Tellereisen gefangen wurde. Er legt Pinocchio das Halsband seines verstorbenen Hundes Melampo um und hängt ihn an die Kette, damit er den Hühnerstall bewache.

- (Kap. XXII) Die vier Marder wecken den in der Hundehütte schlafenden Pinocchio auf und schlagen ihm vor, gemeinsame Sache mit ihnen zu machen, wie es schon Melampo getan hatte: „Wir kommen einmal die Woche und nehmen acht Hühner mit. Sieben essen wir, und eins geben wir dir.“ Pinocchio geht zum Schein auf den Vorschlag ein, sperrt die Marder im Stall ein und verbellt sie. Während die Marder als „süßsaurer Hasenbraten“ enden, wird Pinocchio vom Bauern freigelassen.

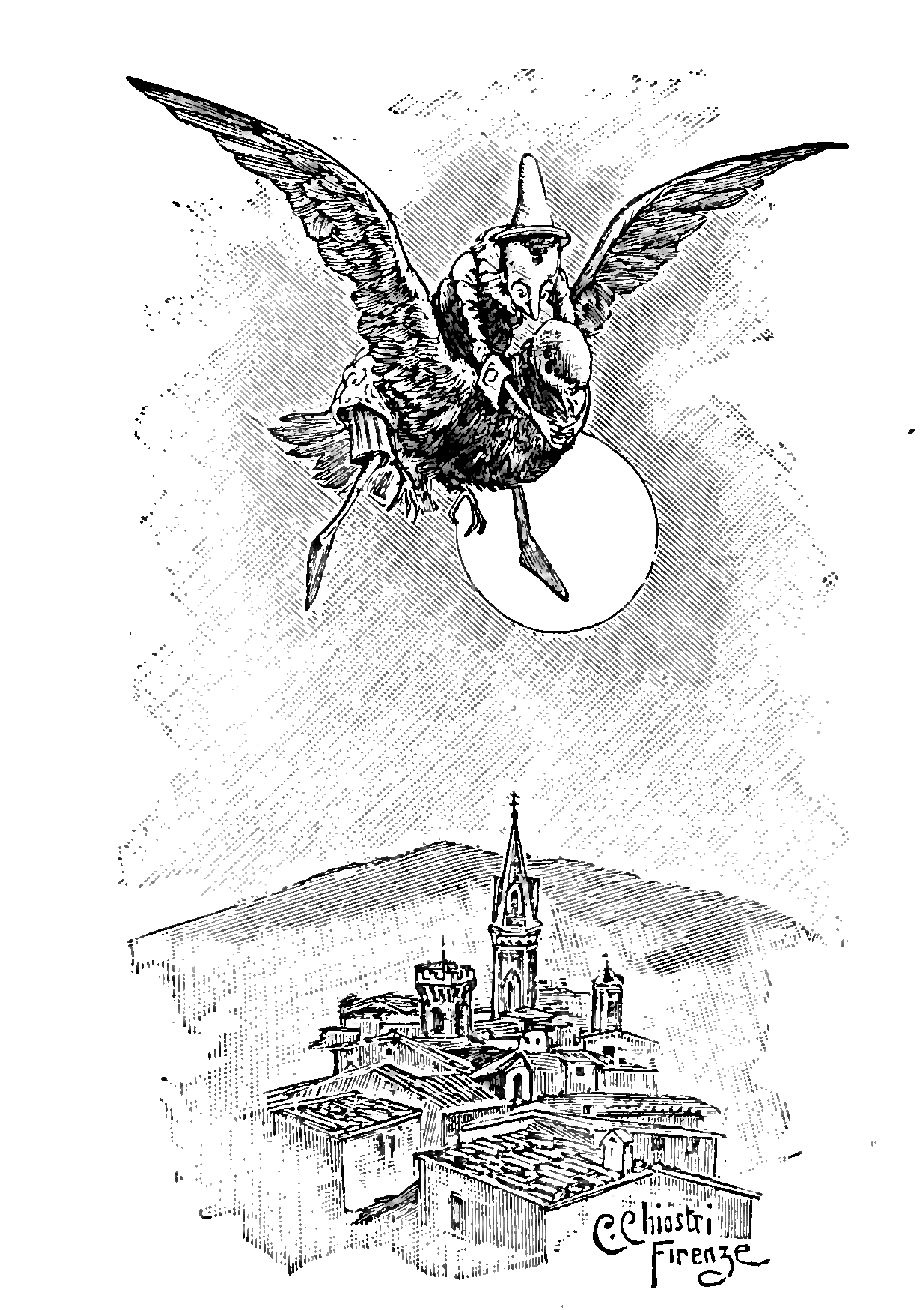
Pinocchio auf der Taube (Carlo Chiostri, 1902

- (Kap. XXIII) Die Taube, die „größer als ein Truthahn“ ist, hört, in großer Höhe fliegend, Pinocchio lauthals am Grabmal der verstorbenen Fee weinen. Auf ihrem Rücken fliegt Pinocchio „mehr als tausend Kilometer weit“ ans Meer, wo Geppetto dabei ist, mit einem kleinen Boot in See zu stechen, um seinen Sohn zu suchen. Unterwegs lernt Pinocchio von der Taube, dass auch Wicken gut schmecken, wenn man Hunger hat.

- (Kap. XXVII) Alidoro, ein Fleischerhund (Mastino Napoletano), hetzt im Auftrag zweier Polizisten Pinocchio, gerät dabei ins tiefe Wasser und droht als Nichtschwimmer zu ertrinken. Aus Mitleid rettet Pinocchio seinen Verfolger und die beiden schließen Freundschaft, die sich bewährt: Wenig später rettet Alidoro den in Mehl gewälzten Pinocchio, kurz bevor er vom gefrässigen Fischer in der Pfanne gebraten wird.Kap. XXIX

- (Kap. XXVIII) Der grüne Fischer (Pescatore verde) ist ein grässliches Ungeheuer: „Anstelle von Haaren wucherte ein dichtes Gestrüpp aus grünem Gras auf seinen Kopf, grün waren seine Augen, grün war sein langer, langer Bart. […] Er sah aus wie eine Rieseneidechse, die auf den Hinterbeinen steht.“ Auch als Pinocchio ihm erklärt, kein Fisch zu sein, nimmt er ihm die Kleider ab und wälzt ihn im Mehl. Der vom Bratengeruch angelockte Alidoro entreißt dem Fischer die Holzpuppe. „Auf dieser Welt müssen alle einander helfen.“ resumiert der Lebensretter.Kap. XXIX

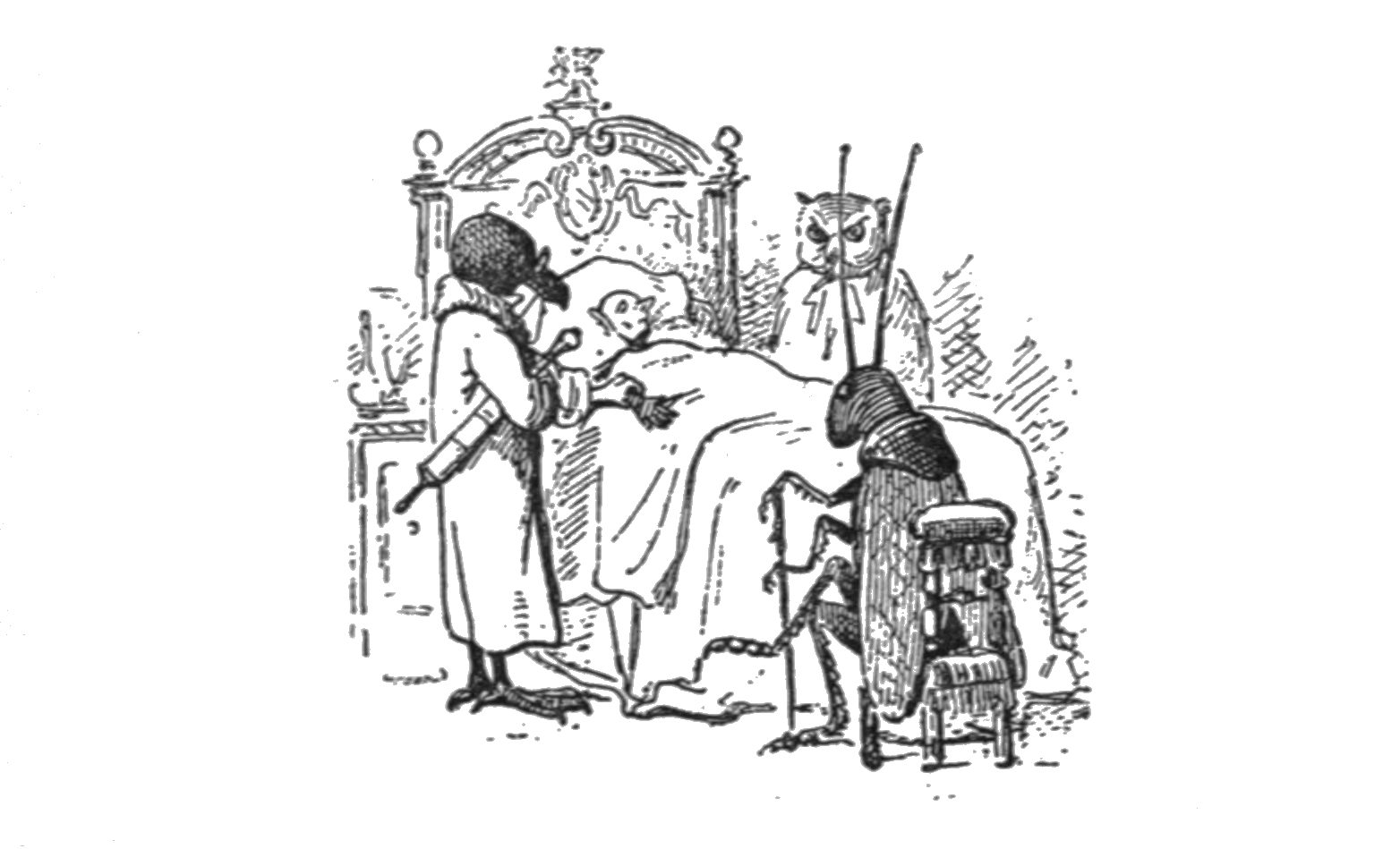
Die drei Ärzte an Pinocchios Krankenbett (Enrico Mazzanti 1892)

- (Kap. XXIX) Die große Schnecke (Grossa lumaca) ist eine Dienerin der Fee und erscheint am Fenster im vierten Stockwerk, als Pinocchio an die Tür klopft: „Mein Junge, ich bin eine Schnecke, und Schnecken sind niemals in Eile.“ Nach neun Stunden ist die Schnecke zur Haustür gelangt; inzwischen hat der ungeduldige Pinocchio in die Tür getreten und ist in ihr stecken geblieben. Seine Befreiung lässt auf sich warten: „Mein Junge, dazu braucht man einen Schreiner, und ich habe noch nie als Schreinerin gearbeitet.“ Als Monate später die Schnecke Pinocchio von Armut und Krankheit der Fee erzählt und von ihm zur Unterstützung vierzig Groschen erhält, läuft sie „entgegen ihrer Gewohnheit, wie eine Eidechse während der Hundstage im August“ mit dem Geschenk zu ihrer Herrin.Kap. XXXVI

- (Kap. XXX) Romeo, genannt Docht (Lucignolo, in älteren Übersetzungen Röhrle) ist ein großer, dünner Junge und „der größte Faulpelz und Taugenichts der ganzen Schule, aber Pinocchio mochte ihn trotzdem sehr gern“. Er überredet Pinocchio, ins Spielzeugland mitzukommen, wo es weder Schulen noch Lehrer noch Bücher gibt. „Der Donnerstag ist schulfrei und jede Woche hat sechs Donnerstage und einen Sonntag.“ Nach fünf Monaten im Spielzeugland verwandeln sich die beiden Freunde in Esel. Während Pinocchio an einen Zirkus verkauft wird, gerät Docht an einen Bauern. Nach seiner Rückverwandlung in eine Holzpuppe trifft Pinocchio seinen Freund im Stall des Bauern. Docht, „vor Hunger und Überanstrengung völlig ausgezehrt“, stirbt im Beisein Pinocchios.Kap. XXXVI

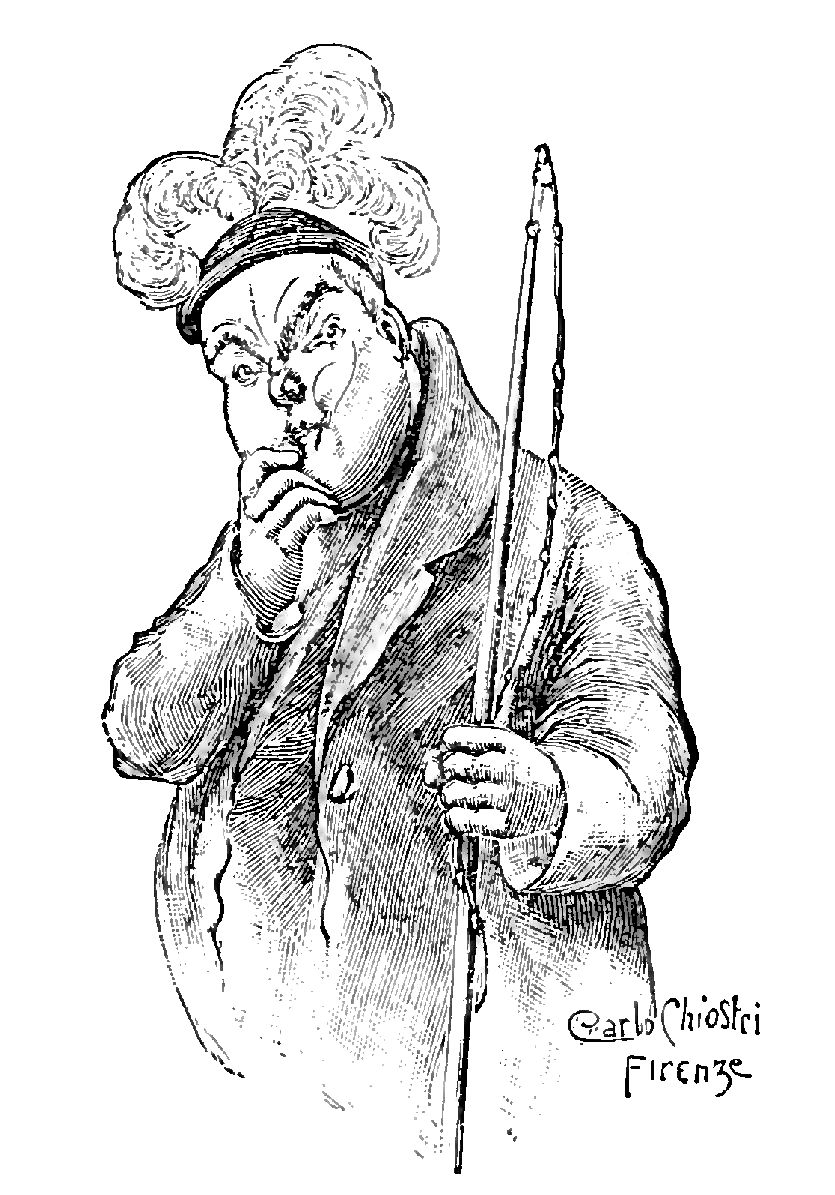
Der Kutscher (Carlo Chiostri, 1902)

- (Kap. XXXI) Der Kutscher (Omino di burro oder Il Cocchiere) ist ein freundlich lächelnder kleiner Mann mit einer Peitsche. Er ist sehr dick, hat ein rosiges Gesicht und schläft nie. Seine Stimme klingt so süß wie Honig. Er lenkt den mit vierundzwanzig Eseln bespannten Wagen ins Spielzeugland. Nachdem sich die Kinder in Esel verwandelt haben, verkauft er sie auf dem Markt, nachdem er sie gut gestriegelt hat. „Und auf diese Weise hat er in wenigen Jahren einen Haufen Geld verdient und war Millionär geworden.“Kap. XXXIII

- (Kap. XXXIII) Der Direktor (Direttore) einer Gruppe von Spaßmachern und Seiltänzern kauft den Esel Pinocchio, um ihn zu dressieren und im Zirkus springen und tanzen zu lassen. Nach drei Monaten Dressur mit der Peitsche lernt der Esel, „wie man durch Reifen springt, mit dem Kopf Pappfässer durchstößt und Walzer und Polka aufrecht auf den Hinterbeinen tanzt.“ Doch bei seiner Debütvorstellung stürzt Pinocchio, abgelenkt durch den Anblick der Fee im Publikum, schwer und lahmt forthin.

- (Kap. XXXIII) Der Käufer (Compratore) des Esels will aus dessen Fell eine Trommel machen. Er versenkt den Esel im Meer, um ihn zu ertränken. Als er das Seil wieder herauszieht, hängt statt des Esels eine Holzpuppe daran, „die mit dem Schwanz wedelt wie ein Aal“. Pinocchio entflieht dem über den Verlust seiner vierzig Soldi wütenden Mann.

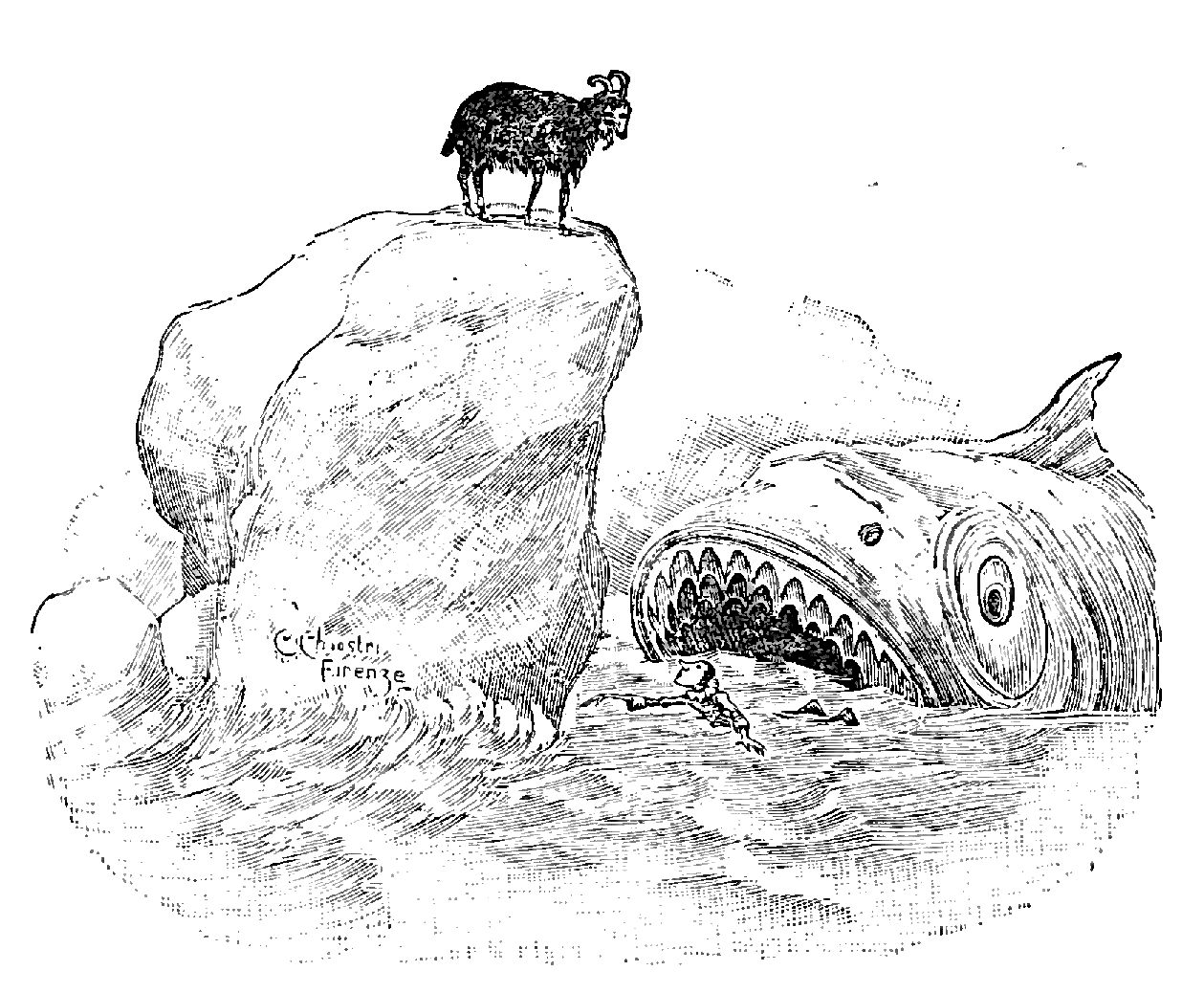
Pinocchio, die blaue Ziege und der Riesenhai (Carlo Chiostri, 1902)

- (Kap. XXXIV) Der Riesenhai (Il Terrible Pesce-Cane) ist „größer als ein fünfstöckiges Haus“ und durch seinen Schlund „kann ein Eisenbahnzug samt dampfender Lokomotive Platz finden“.Kap. XXIV Der im Meer schwimmende Pinocchio versucht vergeblich, den rettenden Felsen mit der blauen Ziege zu erreichen. Im Bauch des Ungeheuers findet er zunächst einen Thunfisch und dann seinen Vater Geppetto, der schon zwei Jahre zuvor gefressen worden war. Die drei fliehen, während der Fisch mit offenem Mund schläft, indem sie über drei Reihen von Reißzähnen klettern.

- (Kap. XXXIV) Der Thunfisch (Tonno), „so groß und kräftig gebaut wie ein zweijähriges Kalb“, mitgefangen im Riesenhai, findet sich zunächst mit seinem Schicksal ab: „Wenn man als Thunfisch geboren wird, ist es würdevoller, unter Wasser zu sterben als im Öl.“ Dann folgt er jedoch Pinocchio und Geppetto nach und trägt die beiden inzwischen erschöpften Schwimmer auf seinem Rücken ans Ufer. Wohlbehalten angekommen, bedankt sich Pinocchio bei ihm mit einem „zärtlichen Kuss auf den Mund“.Kap. XXXVI

- (Kap. XXXVI) Giangio heißt der Gemüsebauer, der den Esel Docht gekauft hat.Kap. XXXII Die Grille schickt Pinocchio zu Giangio, der ihn ein Glas Milch für den kranken Geppetto geben kann. Für dieses Glas Milch muss Pinocchio mit dem Göpelwerk hundert Eimer Wasser aus der Zisterne pumpen. Der Esel, der das bisher erledigt hatte, liegt im Sterben: Es handelt sich um Docht. Giangio lacht über Pinocchios Trauer: „Wie?! Du hattest Esel als Schulkameraden? – Ich kann mir vorstellen, was du für tolles Zeug gelernt hast!“. Pinocchio arbeitet fünf Monate für den Bauern.

## Deutung

### Realismus

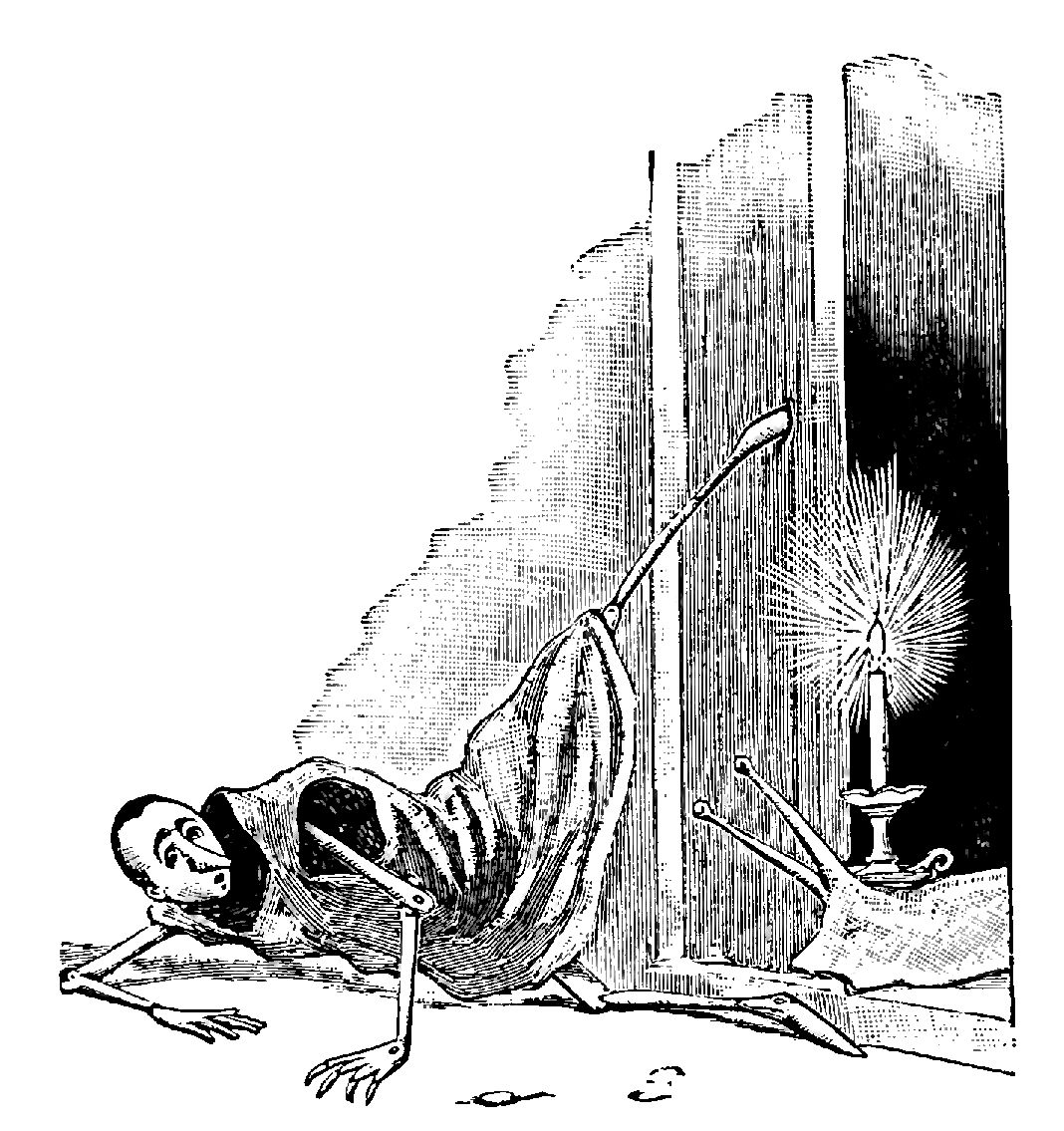
Die Schnecke läßt Pinocchio neun Stunden vor dem Haus der Fee warten. So lange braucht sie, um vom vierten Stock zur Haustür zu kriechen (Carlo Chiostri, 1902)

„Die Geschichte von Pinocchio ist realistisch und doch zeitenthoben wie ein Märchen: Die Abenteuer eines armen Kindes, das zwischen dem Impuls nach einem freien, von jeder Not befreiten Leben und der harten Realität hin und her gerissen wird, sind vor dem Hintergrund der harten Lebensbedingungen des vorindustriellen, agrarischen Italien der Jahrhundertwende zu verstehen. Die Verwandlung des Pinocchio von der leichtsinnigen Marionette zum guten Kind bedeutet keine Befreiung aus der Armut.“
Außer dem Umstand, dass der jugendliche Held der Geschichte eine Holzpuppe ist (weder Marionette noch Hampelmann – er wird nicht an Schnüren bewegt), werden nur wenige Elemente der Handlung märchenhaft dargestellt: Vor allem Pinocchios Verwandlung zum Esel und die Verschluckung durch den Fisch. Diese Motive wurden zuvor von Apuleius in dessen Goldenen Esel (Metamorphosen) bzw. vom Propheten Jona(s) des Zwölfprophetenbuchs in die Weltliteratur eingeführt.
Pinocchios Verstrickung in Schwierigkeiten geschieht realistisch und wird psychologisch plausibel aus seiner kindlichen Unreife abgeleitet. „Ungelenke Beine hat er, ist spittelig, zappelig, bleibt nicht zwei Minuten auf dem gleichen Fleck. […] Er faßt immer gute Vorsätze, sieht nie die Folgen seines Handelns voraus.“ Auch sein robuster hölzerner Körper gibt Anlass für realistische Schilderungen: Pinocchio vermag sich mit kräftigen Schlägen zu wehren, hängt stundenlang am Galgen, ohne zu ersticken, schwimmt auf dem Wasser wie ein Stück Holz eben. Als ihm im Schlaf die Füße verbrennen, schnitzt ihm Geppetto neue und leimt sie ihm an.

### Moral

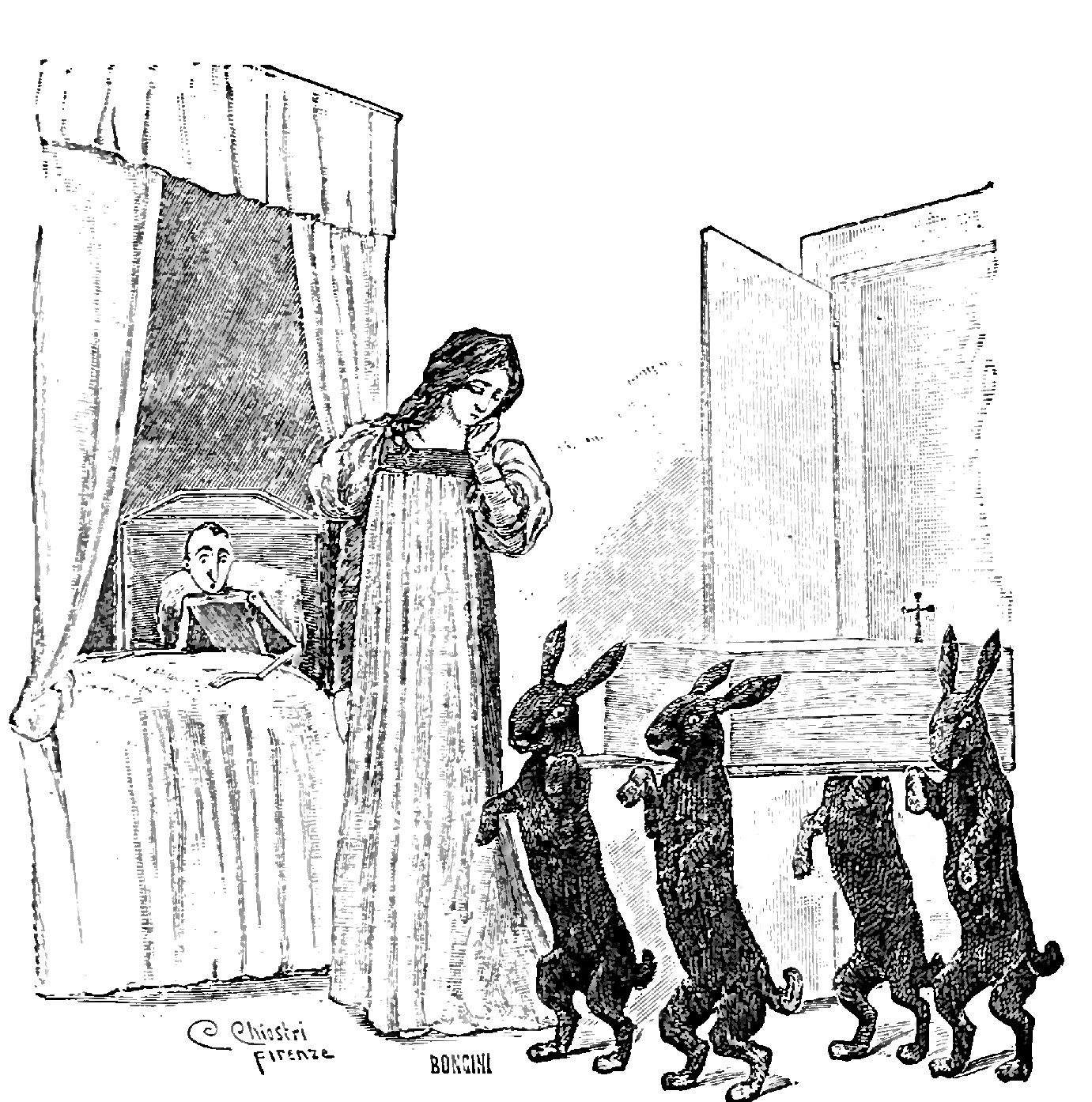
Die schwarzen Kaninchen kommen mit dem Sarg, um Pinocchio zu holen, der - da er sich weigert, Medizin einzunehmen - unweigerlich bald sterben muss (Carlo Chiostri, 1902)

Außer von den „Bezugspersonen“ Geppetto und Blaue Fee erhält Pinocchio moralische Belehrung durch eine Reihe von sprechenden Tieren, die ihn zu Fleiß, Gehorsam und gutem Betragen ermahnen und vor dem Einfluss von „schlechten Kameraden“ warnen. Er möchte aber nicht lernen und auch kein Handwerk ausüben. Der einzige Beruf, der ihm gefällt, ist: „Essen, trinken, schlafen, mich vergnügen und von früh bis spät ein Vagabundenleben führen.“Kap. IV. Die Grille prophezeit ihm daraufhin ein Ende im Armenhaus oder im Gefängnis.
Fleiß ist die kleinbürgerliche Tugend, der Pinocchios Väter, der eine karge Existenz führende Geppetto und der überzeugte Liberale Collodi (der 1848 und 1859 am Italienischen Unabhängigkeitskampf teilgenommen hatte), verpflichtet sind. Pinocchio lernt bis zum Ende der Geschichte seine Lektion; der Roman aber „vermag die Verwicklung nur auf der moralischen, nicht aber auf der sozialen Ebene zu lösen.“ So wie Armut keine Rechtfertigung für Diebstahl ist, ist Fleiß keine Garantie auf Reichtum. „Der Hunger, mein liebes Kind, ist kein Grund, sich Dinge anzueignen, die einem nicht gehören“ spricht das Glühwürmchen zum im Fangeisen feststeckenden Pinocchio.Kap. XX
Im 20. Jahrhundert änderte sich die Sicht auf Pinocchios Mängel: „Er ist Prahlhans, Hasenfuß, Lügen- und Raufbold“ urteilt ein Märchenkenner 1995. Nichts in Collodis Roman rechtfertigt die Pauschalität dieses Urteils. Pinocchio ist faul und leichtsinnig, aber nicht boshaft oder aggressiv. In beiden Raufereien verteidigt er sich nur;Kap. XXVI, XXVII wenn er lügt, dann nicht aus Bereicherungsabsicht, sondern aus Verlegenheit und schlechtem Gewissen.Kap. XVII, XXIX

### Humanität

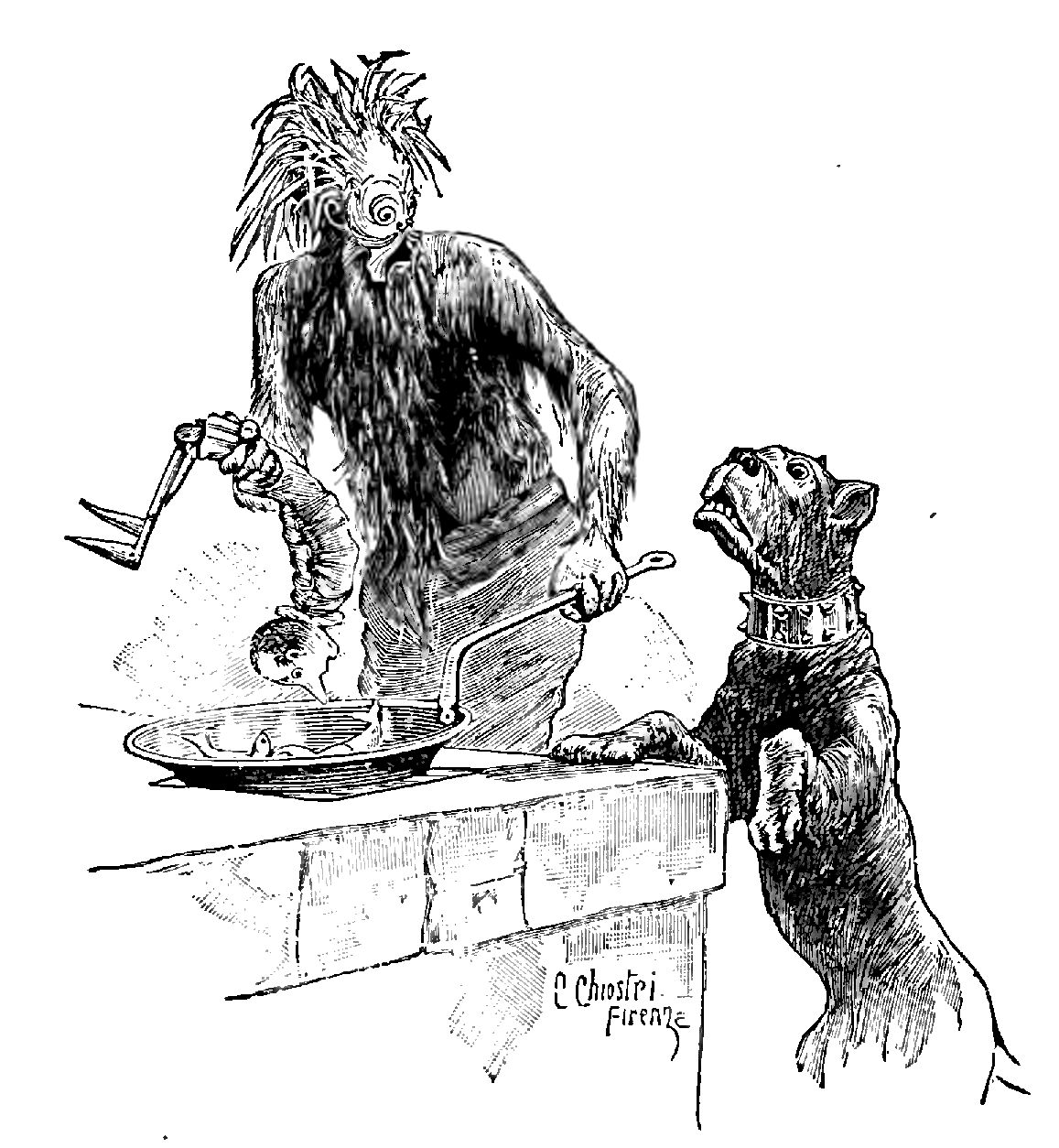
Alidoro rettet Pinocchio davor, vom Grünen Fischer gebraten zu werden. Damit revanchiert er sich dafür, von Pinocchio vor dem Ertrinken gerettet worden zu sein (Carlo Chiostri, 1902)

Dass Pinocchio ein gutes Herz hat, beweist nicht nur seine Anhänglichkeit an Geppetto und die Liebe zur Blauen Fee; z. B. rettet er auch den Hund Alidoro vor dem ErtrinkenKap. XXVIII und erweist sich als Wachhund loyal gegenüber seinem „Arbeitgeber“.Kap. XXII „Weil du ein so gutes Herz hast, verzeihe ich dir all deine Streiche“ spricht die Fee vor der Verwandlung Pinocchios in einen Menschen, „Kindern, die ihren unglücklichen und kranken Eltern liebevoll beistehen, verdienen immer hohes Lob und große Zuneigung, auch wenn sie nicht als Musterbeispiele von Gehorsam und gutem Betragen gelten können.“Kap. XXXVI
Im scharfen Gegensatz zu den hilfreichen Tieren stehen die meisten der menschlichen Nebenfiguren des Romans: Der heuchlerische Kutscher als Esel- bzw. Menschenhändler, der menschenfressende Fischer, der willkürlich urteilende Richter, der cholerische Puppenspieler, der Zirkusdirektor, die Bauern, die Pinocchio ausbeuten, indem sie ihn an die Hundekette binden bzw. das Göpelwerk drehen lassen, die der Obrigkeit willfährigen Polizisten – sie sind allesamt keine moralischen Vorbilder.
Es fällt auf, dass im Roman keine bösen Frauen auftreten, und dass die Sphäre der Religion vollständig ausgeklammert ist: Kirchen, christliche Gebräuche und Geistliche kommen nicht vor; es wird weder gebetet noch die Messe besucht. Dies steht im Einklang mit Collodis säkularer Gesinnung und dem Umstand, dass im Königreich Italien von seiner Gründung 1861 bis zum Beginn des 20. Jahrhunderts die katholische Kirche von der Staatsführung ausgeschlossen war.

### Sozialisation
Pinocchios Kindheit wurde durch seine erfolgreiche Erziehung zu einem Abschluss gebracht. Er kann nur den Platz eines verantwortungsbewußten Erwachsenen einnehmen, indem er jenen des leichtsinnigen Kindes aufgibt. „Pinocchio ist somit auch die Illustration all dessen, was an ursprünglicher Kreativität, Geniehaftigkeit und Grazie durch Sozialisation verloren geht.“

### Ein Buch für Erwachsene
Seit Giorgio Manganelli 1977 in seinem Buch Pinocchio: un libro parallelo sowie in Aufsätzen dazu aufgerufen hat, den Pinocchio als Erwachsenenbuch zu lesen – dieser Aufforderung haben sich Schriftsteller wie Antonio Tabucchi und Umberto Eco angeschlossen –, wird die literaturhistorische Dimension des Buches ernst genommen und die vermeintliche pädagogische Absicht des Kinderbuches tritt in den Hintergrund. Parallelen zu den Berichten über Jesus Christus und Bezüge zur spätantiken Satire werden erkennbar, zu Menippos von Gadara und Lukian von Samosata sowie zur Renaissance-Literatur werden erörtert. Statt um ein Kind geht es bei solchen Interpretationen um eine Variante der Narrenfigur, die den Leser in einen Prozess der Selbstreflexion verwickelt.
Italo Calvino bekannte kurz vor seinem Tode 1985, in Pinocchio stets sein erzählerisches Vorbild gesehen zu haben. Jede Episode stehe im Werk am richtigen Platz, jede Wiederkehr eines Motives sei wohlüberlegt, und die Peripetie (Pinocchios Menschwerdung) trage den Charakter des Notwendigen.

## Erste Übersetzungen und „Pinocchiaden“
Das Buch erschien 1905 erstmals in deutscher Sprache unter dem Titel Hippeltitsch’s Abenteuer (in anderen Übersetzungen auch Das hölzerne Bengele), seit 1948 aber zumeist unter Die Abenteuer des Pinocchio.
Bis heute erschienen so viele von Collodis Werk und der Figur Pinocchio inspirierte Texte, dass sich in der Fachliteratur dafür die Bezeichnung „Pinocchiade“ durchgesetzt hat. Eine Bibliographie von 1984 verzeichnet bereits über 400 Pinocchiaden.
Eine deutsche Version des Pinocchio schrieb Otto Julius Bierbaum, die er 1905 unter dem Titel Zäpfel Kerns Abenteuer veröffentlichte.
Von Pfarrer Anton Grumann, der 1913 ebenfalls eine deutsche Übersetzung veröffentlicht hatte, erschien 1931 die Fortsetzung Die Geschichte von Bengeles Schwester, die jedoch nicht weiter bekannt wurde.
In der Sowjetunion wurde das 1936 publizierte Kinderbuch Die Abenteuer des Burattino oder das goldene Schlüsselchen von Alexei Nikolajewitsch Tolstoi populär: eine freie Nacherzählung von Carlo Collodis Roman, deren Handlung nach dem ersten Viertel stark vom Original abweicht.
Weitere Autoren, die sich mit Collodis Werk auseinandergesetzt haben, sind Christoph Meckel, Peter Härtling und Christine Nöstlinger.

## Deutsche Buchausgaben
- Carlo Collodi, Paula Goldschmidt (Übersetzung), Thorsten Tenberken (Illustrationen): Pinocchio. Dressler Verlag, Hamburg 2001, ISBN 3-7915-3567-6.
- Carlo Collodi, Kristina Franke (Bearbeitung), Kestutis Kasparavicius (Illustrationen): Pinocchio – Coppenraths Kinderklassiker. Coppenrath Verlag, Münster 2005, ISBN 3-8157-3920-9.
- Carlo Collodi, Roberto Innocenti (Illustrationen): Pinocchio. Sauerländer bei Patmos, Düsseldorf 2005, ISBN 3-7941-6054-1.
- Carlo Collodi, Mario Grasso (Übersetzung, Illustrationen): Die Abenteuer des Pinocchio. Lappan Verlag, Oldenburg 2011, ISBN 978-3-8303-1150-8.
- Carlo Collodi, Carlo Chiostri (Illustrationen): Pinocchio. Anaconda Verlag, Köln 2011, ISBN 978-3-86647-695-0.
- Carlo Collodi, Hubert Bausch (Übersetzung), Enrico Mazzanti (Illustrationen): Pinocchios Abenteuer. Die Geschichte einer Holzpuppe. (Reclam Taschenbuch Nr. 20683) Philipp Reclam jun., Ditzingen 2022, ISBN 978-3-15-020683-6,

## Verfilmungen
- 1911: Pinocchio (Regie: Giulio Antamoro) mit Ferdinand Guillaume
- 1939: Das goldene Schlüsselchen (Золотой ключик), (Regie: Alexander Ptuschko), sowjetischer Stop-Motion- und Realfilm von Mosfilm
- 1940: Pinocchio (Regie: Hamilton Luske, Ben Sharpsteen), abendfüllender Zeichentrickfilm von Walt Disney
- 1947: Die Abenteuer des Pinocchio (Regie: Giannetto Guardone)
- 1957: Pinocchio (Regie: Paul Bogart), US-amerikanischer Fernsehfilm der NBC mit Mickey Rooney
- 1959: Die Abenteuer von Pinocchio (Regie: Carl Schröder, Erich Günther), DEFA-Handpuppen-Kurzfilm
- 1959: Die Abenteuer des Burattino (Regie: Dmitri Babitschenko, Iwan Iwanow-Wano), russischer Animationsfilm[13]
- 1967: Turlis Abenteuer (Regie: Walter Beck, Ron Merk), DEFA-Spielfilm
- 1968: Pinocchio (Regie: Sid Smith), US-amerikanischer Musicalfilm
- 1971: The Erotic Adventures of Pinocchio (Regie: Corey Allen), Slapstick-/Erotikadaption
- 1972: Pinocchio (Le avventure di Pinocchio), (Regie: Luigi Comencini), 6-teilige Fernsehserie
- 1972: Pinocchio (樫の木モック Kashi no Ki Mokku), 52-teilige Zeichentrick-Fernsehserie von Tatsunoko Production
- 1972: Die Abenteuer des Burattino (Un burattino di nome Pinocchio), (Regie: Giuliano Cenci), Zeichentrickfilm von Cartoons Cinematografica Italiana
- 1976: The Adventures of Buratino (1975 film) Приключения Буратино, (romanized: Priklyucheniya Buratino) is a 1975 Live-action Soviet-Belarusian two-part Children's musical television film produced by Belarusfilm.
- 1976–1977: Pinocchio (ピコリーノの冒険 Pikorīno no Bōken), 52-teilige Zeichentrick-Fernsehserie von Nippon Animation
- 1976: Pinocchio (Regie: Ron Field, Sid Smith), US-amerikanischer Fernseh-Musicalfilm mit Danny Kaye und Sandy Duncan, deutsch: 1979
- 1978: Pinocchio (Regie: Barry Letts), 4-teilige britische Fernsehserie der BBC
- 1984: Die Abenteuer des Pinocchio (The Adventures of Pinocchio), (Regie: Jim Terry), Zeichentrickfilm[14]
- 1987: Pinocchio und der Herrscher der Nacht (Pinocchio and the Emperor of the Night), amerikanischer Zeichentrickfilm (Regie: Hal Sutherland)
- 1992: Pinocchio, japanisch-amerikanischer Animationsfilm
- 1996: Die Legende von Pinocchio (Regie: Steve Barron)
- 1996: Pinocchio – Puppe des Todes (Pinocchio’s Revenge), (Regie: Kevin S. Tenney), Horroradaption
- 1999: Die neuen Abenteuer des Pinocchio (Regie: Michael Anderson)
- 2000: Geppetto, der Spielzeugmacher (Geppetto) US-amerikanischer Fernsehfilm nach Motiven aus Pinocchio, der sich allerdings auf Geppetto (Drew Carey) konzentriert
- 2001: Pinocchio auf großer Reise (La vraie histoire de Pinocchio), (Regie: Jean-Louis Gros), Animationsfilm von ARTE France[15]
- 2001: Zu Beginn und am Ende des Animationsfilms Shrek – Der tollkühne Held tritt die Figur des Pinocchio auf. Auch in den Fortsetzungen von Shrek taucht Pinocchio auf.
- 2002: Roberto Benignis Pinocchio (Pinocchio) (Regie: Roberto Benigni)
- 2004: Pinocchio Reloaded (Pinocchio 3000), (Regie: Daniel Robichaud)
- 2008: Pinocchio (Regie: Alberto Sironi), italienisch-britischer Fernsehfilm der RAI
- 2010: Episode 47: Pinocchio (Teil von SimsalaGrimm), (Regie: Gerhard Hahn), deutsche Zeichentrickserie
- 2012: Die Abenteuer des Pinocchio (Pinocchio), (Regie: Enzo D’Alò), Animationsfilm
- 2013: Pinocchio (Regie: Anna Justice), 2-teiliger Fernsehfilm des WDR
- 2014–2015: Pinokio (Regie: Soo-Won Jo), 20-teilige, moderne, sehr freie Serienadaption aus Südkorea
- 2019: Pinocchio (Regie: Matteo Garrone)
- 2021: Pinocchio: A True Story (Regie: Vasiliy Rovenskiy), Animationsfilm, welche die Geschichte recht frei wiedergibt[16]
- 2022: Pinocchio, Disney-Film von Robert Zemeckis
- 2022: Guillermo del Toros Pinocchio, Animationsfilm von Guillermo del Toro und Mark Gustafson

## Vertonungen
- Pinocchios Abenteuer – Kinderoper von Claus und Wera Küchenmeister (Libretto) und Kurt Schwaen (Musik), Uraufführung Zwickau 1970
- Oooh, Pinocchio – Kindermusical von Ernst A. Ekker, Musik von Viktor Fortin (Graz 1994)
- Pinocchio, burattino di talento – Oper in zwei Akten von Pierangelo Valtinoni, Libretto von Paolo Madron (Vicenza 2001), deutsche Textfassung von Hanna Francesconi (Berlin 2006)
- Pinocchio – Ein italienischer Traum in 12 Bildern – Oper für Kinder von Wilfried Hiller und Rudolf Herfurtner (Libretto) (München, 2001). Simultane Uraufführung am 12. Oktober 2002 München und Trier
- Pinocchio – Orchestererzählung von Henrik Albrecht nach dem Roman von Carlo Collodi (Textbearbeitung und Regie: Robert Schoen, SWR 2005; Sprecher: Wolfgang Völz, Jens Wawrczeck, Joachim Kaps – SWR Rundfunkorchester Kaiserslautern, Dirigent: Andreas Hempel)
- Pinocchio, una storia parallela – „Drammaturgia“ von Lucia Ronchetti für vier Männerstimmen, Uraufführung Berlin 2005
- Pinocchio – Musical von Claus Martin (Uraufführung an der Freilichtbühne Coesfeld 2007)
- The Adventures of Pinocchio (Pinocchios Abenteuer) – Oper in zwei Akten von Jonathan Dove – 2008
- Pinocchio – Kinder – Melodram (Orchestermärchen) für Sprecher, Kinderrhythmusgruppe ad lib. und großes Orchester. Text von Herbert Feuerstein, Musik von Martin Bärenz. Uraufführung 2009: Deutsche Staatsphilharmonie, Herbert Feuerstein (Sprecher), Lancelot Fuhry (Leitung). Sikorski Musikverlage, Hamburg.
- Pinocchio nach Carlo Collodi von Thomas Birkmeier mit neuen Dialogen und Liedtexten von Henry Mason und Musik von Katrin Weber. Theater der Jugend/Renaissancetheater Wien, Mai/Juni 2010
- Pinocchios Abenteuer für drei Schauspieler, Holzbläserquintett und Klavier. Musik und Libretto von Lior Navok nach Carlo Collodi (Uraufführung: Frankfurt Oper, September 2010).
- Pinocchio – Kinderballett von Jaroslaw Jurasz nach Carlo Collodi, Musik von Irineos Triandafillou (Uraufführung: Nordharzer Städtebundtheater, Halberstadt, November 2011).
- Pinocchio – Kinderhörspiel von Thilo Reffert, Deutschlandradio Kultur 2014[17]
- Les aventures de Pinocchio – „Comédie instrumentale“ für Sopran en travesti und Instrumentalsolisten von Lucia Ronchetti, Uraufführung Rouen 2017
- Pinocchio – Oper von Philippe Boesmans – Uraufführung Aix-en-Provence 2017
- Pinocchio – Lügen haben lange Nasen – Variete-Musical von Bijan Azadian. Uraufführung Wintergarten-Variete Berlin 2019.
- Pinocchio – Oper von Gloria Bruni, in deutscher und italienischer Sprache, weltweite Aufführungen (Neapel, London, Hamburg, Minsk) mit Orchester, Chor und 6 Solisten, Uraufführung Laeiszhalle Hamburg 2008[18][19]

## Theaterstücke
- Pinocchio von Joël Pommerat, 2008
- Das hölzerne Bengele, Marionettenspiel von Doris Böer-Puhonny, aufgeführt um 1950 im Künstler-Marionettentheater Baden-Baden. Szenenbild

## Ambivalenz der Verwendung

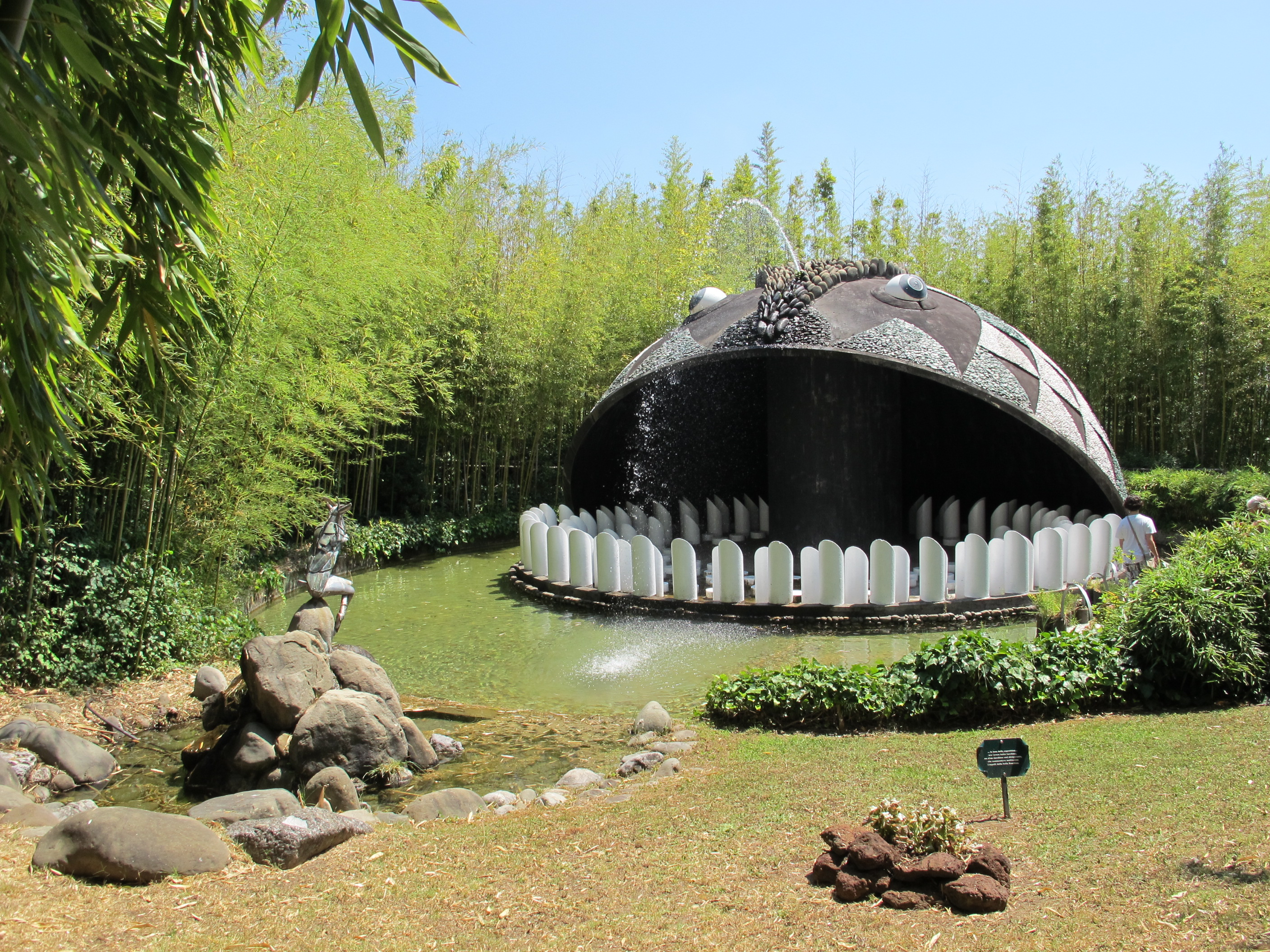
Pesce-Cane (Riesenhai) im Parco di Pinocchio

- Der große Erfolg von Pinocchio und seinen Übersetzungen und Nachahmungen etablierte die Lange Nase als ein Symbol für eine Lüge. Zeitgenossen, denen Lügenhaftigkeit unterstellt wurde (oder denen zumindest eine Lüge nachgewiesen werden konnte), werden seitdem in der Porträtkarikatur mit einer Pinocchio-Nase dargestellt.

- Trotz dieser negativen Assoziation ist Pinocchio als Figur, Bild oder Logo ein häufig verwendeter Werbeträger. So z. B. stellte Ende Oktober 2012 der Radsport-Weltverband UCI Pinocchio als Maskottchen der Radsport-Weltmeisterschaften 2013 vor, die in Collodis Heimatstadt Florenz stattfand. Dass der UCI eine Woche zuvor Lance Armstrongs sieben Siege bei der Tour de France aberkannt hatte und damit die Ambivalenz des Pinocchiosymbols wieder einmal offensichtlich wurde, führte zu spöttischen Reaktionen.[20]

- Pinocchio ist ein häufiger Bewohner von Themenparks: Im Dorf Collodi, in der Toskana zwischen Lucca und Pistoia gelegen, wurde von der Gemeinde ein Pinocchio-Park (Parco di Pinocchio) errichtet. Ein  Rundgang führt zu den künstlerisch gestalteten Stationen der Pinocchio-Geschichte. – Im Miniatur Wunderland kann man Pinocchios Nase wachsen sehen – allerdings in Geppettos Werkstatt und nicht (wie in Collodis Text) bei der Fee mit den blauen Haaren.

- Der Pinocchio-Eisbecher ist eine  in vielen Eisdielen angebotene Speiseeis-Variante. Die charakteristische Nase wird dabei durch ein Waffelröllchen gebildet.

## Kritische Literatur
- Dieter Richter: Carlo Collodi und sein Pinocchio. Ein weitgereister Holzbengel und seine toskanische Geschichte. Wagenbach, Berlin 2004, ISBN 3-8031-2495-6.
- Gerrit Confurius: Der Pinocchio-Effekt. Vom Eigensinn des Ich in einer verkehrten Welt. Sonderzahl Verlag, Wien 2009, ISBN 978-3-85449-317-4.
- Ingrid Ramm-Bonwitt: Pinocchio – naseweis, lustig, weltberühmt. Puppen & Masken, Frankfurt 2011, ISBN 978-3-935011-76-1.